# Bern
Bern (německy  Bern, francouzsky Berne, italsky Berna, rétorománsky  Berna), v místní švýcarské němčině Bärn) je město ve Švýcarsku, hlavní město stejnojmenného kantonu a de facto hlavní město Švýcarska (sídlí zde vláda a parlament, ale jeho postavení jako hlavního města ani jako dříve uváděného spolkového města, tzv. Bundesstadt, není v legislativě zakotveno). Bern leží v okrese Bern-Mittelland.
Žije zde přibližně 137 tisíc obyvatel. Patří vedle Curychu, Ženevy, Basileje a Lausanne k největším městům ve Švýcarsku; v širší aglomeraci Bernu žije asi 390 000 lidí. Město Bern je centrem ekonomické oblasti a správního regionu Bern-Mittelland. Jako sídlo městské, kantonální i federální správy je největším administrativním centrem ve Švýcarsku. Již delší dobu existuje snaha popsat město a aglomeraci jasněji než jen jako region hlavního města Švýcarska.
Již řadu let se Bern uvádí jako jedno z měst s nejvyšší cenou bydlení na světě za Curychem a Ženevou.

## Geografie

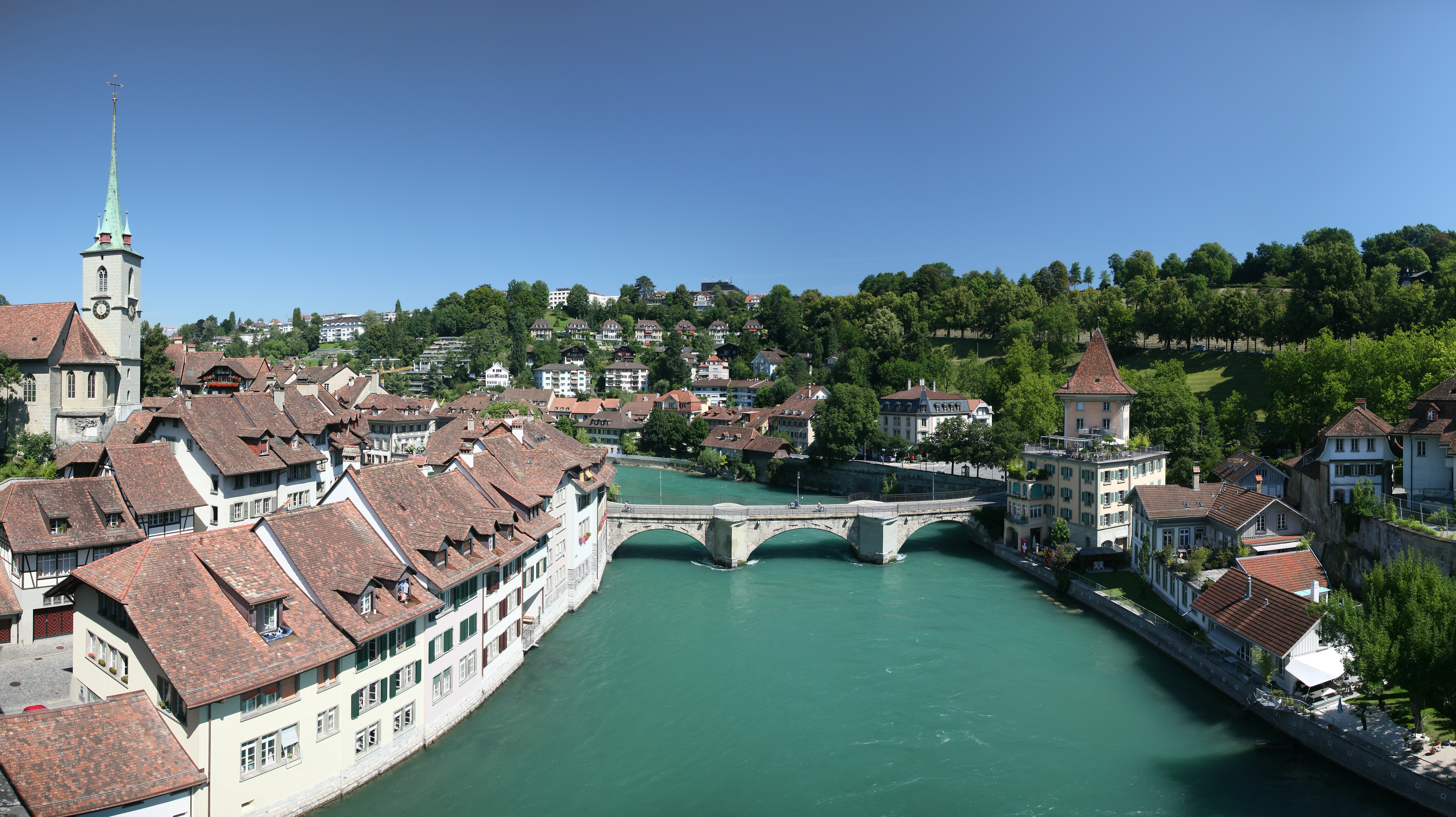
Centrum Bernu na řece Aaře

Město Bern leží v nadmořské výšce 542 m n. m. na Švýcarské plošině na obou březích řeky Aary mezi horami Gurten na jihu a Bantiger na východě. Řeka Aara protéká starým městem od východu a vytváří dlouhý zákrut (zvaný Aareschlaufe). Řeka je v oblasti starého města a severně od něj v úzkém údolí, zapuštěném asi 30 až 50 metrů hluboko.

### Topografie

Zákrut

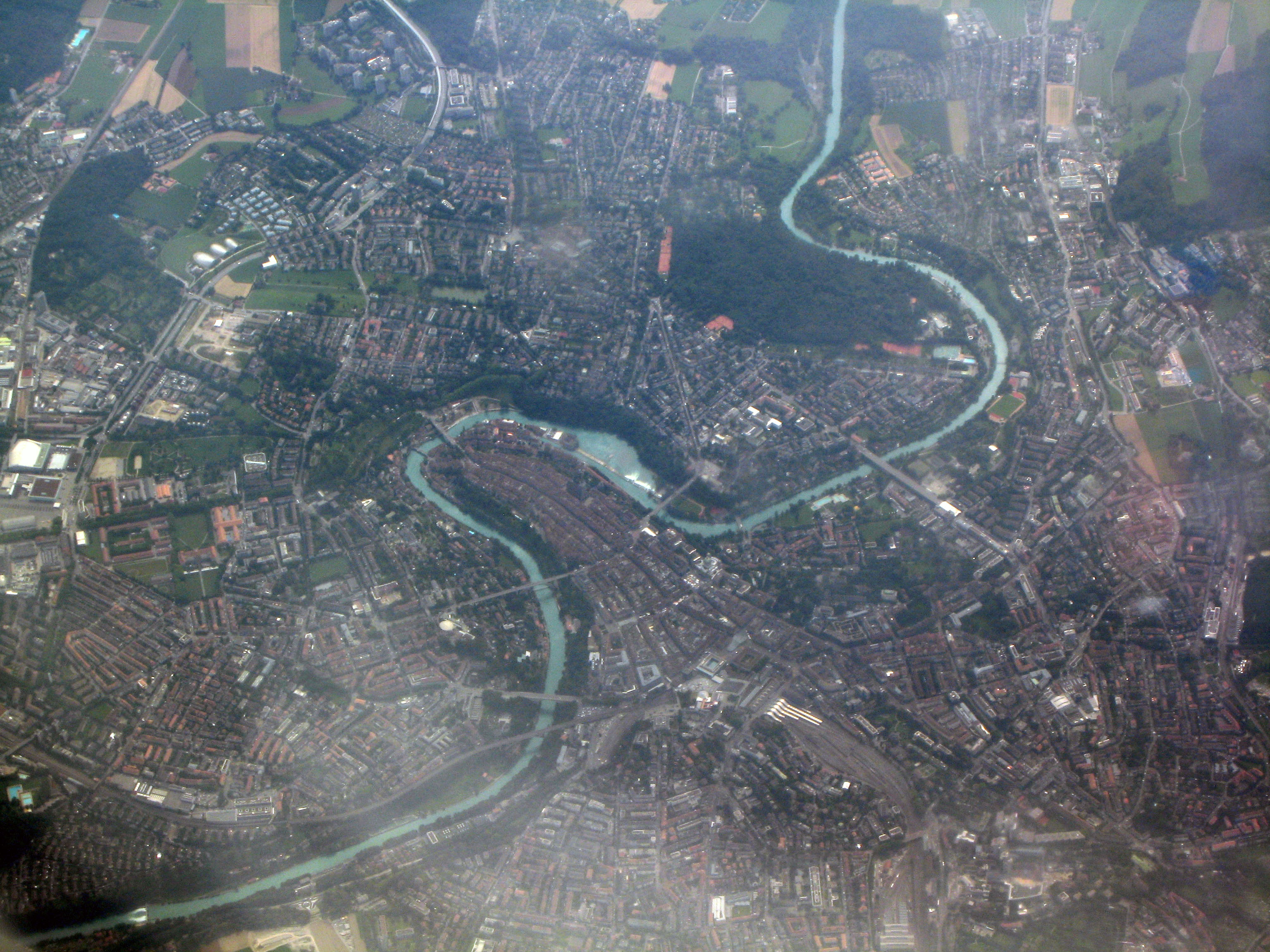
Letecký pohled na centrum města s meandrem řeky Aary

Topograficky se město nachází na Švýcarské plošině a má rozlohu 51,60 km². Táhne se ve směru západ-východ v délce 15 kilometrů, zatímco průměrná šířka ve směru sever-jih je asi čtyři kilometry. Stará hvězdárna (nyní zbouraná a nahrazená Institutem exaktních věd, Institut für exakte Wissenschaften) je historickým centrem švýcarského národního měření a nese švýcarské národní souřadnice 600 000/200 000.
Krajinotvorným činitelem je řeka Aara, která do města přitéká z jihovýchodu. Údolí Aary, které je ještě těsně za obcí široké, se od začátku říčního zákrutu kolem starého města viditelně zužuje a vytváří úzký údolní zářez. Dno údolí se zde nachází v nadmořské výšce kolem 500 m. Po krátkém přímém toku severním směrem pod staroměstským obloukem se řeka stáčí kolem náhorní plošiny Tiefenau a Felsenau. Zhruba od ústí říčky Worble pod Tiefenau tvoří řeka Aara severní hranici města. Pokračuje směrem na západ a stále se zařezává do okolní náhorní plošiny. Její tok se rozšiřuje v důsledku přehrazení jezera Wohlensee.
Východně od Aary se rozkládá náhorní plošina v průměrné nadmořské výšce 550 metrů. Je z velké části obydlená a má rozsáhlé plochy komerčního i průmyslového využití, sportovní zařízení (stadion Wankdorf) a dopravní plochy. Jednotlivé kopce jako Schärmenwald (588 m n. m.) a Schosshalde (590 m n. m.) jsou zalesněné. Na východě se městská oblast rozkládá až k úpatí hory Ostermundigenberg. Také část bernské náhorní plošiny západně od Aary dosahuje nadmořské výšky kolem 550 m. Na severozápadě přiléhá k oblasti osídlení les Bremgartenwald o rozloze asi 5 km². Na severu se prudce svažuje do údolí řeky Aary a je rozdělena několika krátkými erozními údolími. Mezi čtvrtí Bümpliz a příměstskou obcí Köniz se nachází Könizbergwald, zalesněný hřeben kopců, který je se svými 674 metry nad mořem nejvyšším bodem na území města.
Dlouhý západní cíp obce má venkovský charakter. V terénu se nacházejí různé prohlubně, bývalé rašelinné deprese (např. Bottigenmoos) a kopce, ale celkově je jen mírně odtěžený. Do řeky Aary ji odvodňuje řeka Gäbelbach, jejíž údolí je v dolní části hluboké až 80 metrů. Kromě menších sídel se zde nacházejí rozsáhlé orné a luční plochy, které směřují na jih k rozsáhlé lesní oblasti Forst (až 660 m n. m.).
Z celkové rozlohy města Bern bylo ve statistice z roku 2006 44,2 % označeno jako sídelní, průmyslové, obchodní a dopravní plochy, 33,5 % jako lesy a háje a 20,2 % jako zemědělské plochy. Zbývajících 2,1 % bylo klasifikováno jako neproduktivní půda.

### Podnebí
Město se nachází v mírném podnebném pásu s listnatými lesy (dle Köppenovy klasifikace podnebí typ Cfb). Jednotlivá roční období jsou výrazná, stejně jako v celém Švýcarsku na sever od Alp. V létě zde naprší přibližně dvakrát více srážek než v zimě, a to díky převážně konvektivním srážkám. V průměru lze očekávat více než jeden milimetr srážek ve 122 dnech v roce. Měřicí stanice Spolkového úřadu pro meteorologii a klimatologii (MeteoSchweiz) se nachází na předměstí Zollikofen v nadmořské výšce 553 m, vzdušnou čarou asi 5 km severně od centra města.
Průměrná roční teplota pro normální období 1991–2020 je 9,3 °C, přičemž nejchladnější průměrné měsíční teploty jsou v lednu (0,2 °C) a nejteplejší v červenci (18,8 °C). V průměru lze očekávat přibližně 99 mrazových dnů a 19 ledových dnů. Průměrný počet letních dnů se pohybuje kolem 46 za rok, přičemž horkých dnů je obvykle 9; v obzvláště horkých letních měsících může teplota dosáhnout až 37 °C. Vzhledem k tomu, že měřicí stanice se nachází mimo město, nelze naměřené hodnoty přímo převádět na městské klima. Podle scénáře IPCC bez opatření na ochranu klimatu (RCP 8.5) bude na konci století v Zollikofenu osm až deset tropických nocí. Podle modelů společnosti Urban Climate Bern by tento počet mohl být ve městě Bernu přibližně 30 až 45.
S průměrnou délkou slunečního svitu 1797 hodin za rok má Bern ve srovnání s ostatními měřicími stanicemi v centrální náhorní plošině německy mluvícího Švýcarska poměrně vysoký podíl slunečního svitu. Nejvyšší hodnoty průměrné délky slunečního svitu v měsíci lednu bylo dosaženo v roce 2020, a to 137,4 hodiny. To výrazně překonalo dlouhodobý rekord 103,7 hodin z roku 1949.
Průměrná rychlost větru v období měření od roku 1991 do roku 2000 byla 1,6 m/s, přičemž převládaly větry jihozápadního a severovýchodního směru (tzv. bise). Nejvyšších průměrných rychlostí větru je dosahováno při západním větru.
| Bern – podnebí                                  | Bern – podnebí | Bern – podnebí | Bern – podnebí | Bern – podnebí | Bern – podnebí | Bern – podnebí | Bern – podnebí | Bern – podnebí | Bern – podnebí | Bern – podnebí | Bern – podnebí | Bern – podnebí | Bern – podnebí |
| Období                                          | leden          | únor           | březen         | duben          | květen         | červen         | červenec       | srpen          | září           | říjen          | listopad       | prosinec       | rok            |
| ----------------------------------------------- | -------------- | -------------- | -------------- | -------------- | -------------- | -------------- | -------------- | -------------- | -------------- | -------------- | -------------- | -------------- | -------------- |
| Nejvyšší teplota [°C]                           | 15,9           | 18,5           | 23,0           | 28,2           | 31,4           | 33,7           | 36,8           | 37,0           | 31,6           | 25,5           | 20,8           | 19,1           | 37,0           |
| Průměrné denní maximum [°C]                     | 2,8            | 4,7            | 9,5            | 13,4           | 18,2           | 21,6           | 24,3           | 23,7           | 19,1           | 13,8           | 7,3            | 3,5            | 13,5           |
| Průměrná teplota [°C]                           | −0,4           | 0,7            | 4,7            | 8,1            | 12,7           | 16,0           | 18,3           | 17,7           | 13,7           | 9,3            | 3,7            | 0,6            | 8,8            |
| Průměrné denní minimum [°C]                     | −3,6           | −3,1           | 0,2            | 3,0            | 7,4            | 10,5           | 12,5           | 12,3           | 8,9            | 5,4            | 0,4            | −2,3           | 4,3            |
| Nejnižší teplota [°C]                           | −21,8          | −23,0          | −15,6          | −7,9           | −2,2           | 0,9            | 3,6            | 3,5            | −0,8           | −5,5           | −13,9          | −20,5          | −23,0          |
| Průměrné srážky [mm]                            | 60             | 55             | 73             | 82             | 119            | 111            | 106            | 116            | 99             | 88             | 76             | 74             | 1 059          |
| Sněžení [cm]                                    | 128            | 131            | 70             | 8              | 0,0            | 0,0            | 0,0            | 0,0            | 0,0            | 1              | 55             | 133            | 526            |
| Dní s deštěm                                    | 9,6            | 9,0            | 10,6           | 10,4           | 12,6           | 11,1           | 10,8           | 10,7           | 8,9            | 10,4           | 10,2           | 9,9            | 124,2          |
| Relativní vlhkost [%]                           | 84             | 79             | 73             | 71             | 73             | 71             | 71             | 73             | 79             | 84             | 85             | 85             | 77             |
| Slunečných hodin                                | 64             | 87             | 137            | 159            | 182            | 205            | 236            | 217            | 165            | 113            | 68             | 49             | 1 682          |
| Sluneční svit [%]                               | 29             | 35             | 41             | 42             | 42             | 47             | 53             | 53             | 49             | 38             | 30             | 23             | 42             |
| Zdroj 1: MeteoSwiss červenec 2014 Zdroj 2: KNMI |                |                |                |                |                |                |                |                |                |                |                |                |                |

## Městský znak

Městský znak Bernu

Heraldickým znamením města je medvěd, doložený od 13. století. Podle Justingerovy kroniky to měl být černý medvěd s plamenným jazykem a vytaženými drápy, kráčející heraldicky vpravo na stříbrném štítu, barva štítu se změnila na červený na přelomu 13./14. století, později přibyl žlutý pruh a drápy vybarvené červeně. Od roku 1831 je týž znak také znakem kantonu Bern a ustálila se jeho stylizace i barevnost.
Od roku 1944 je znakem bernského správního obvodu. Znak zní: „V červeném zlatém pravém šikmém břevně, nahoře s kráčejícím černým medvědem s červenými drápy.“

## Historie

### Rané dějiny

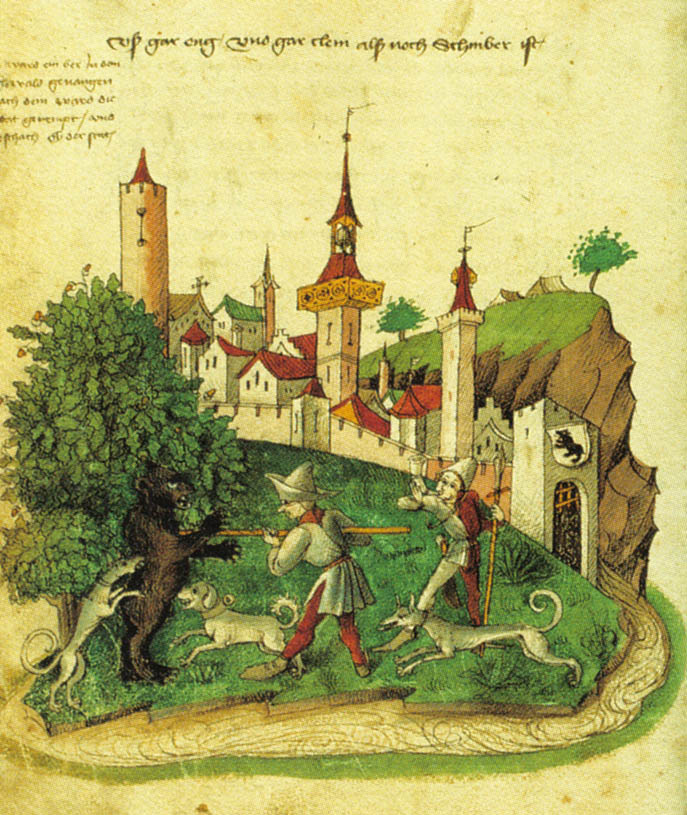
Legenda o medvědovi, Tschachtlanova kronika, 14. století

Na Andělském poloostrově řeky Aary (Engehalbinsel), severně od středu města, se na ploše asi 140 ha nacházelo keltské osídlení v době od 3. do 1. století př. n. l. Od přelomu letopočtu do 3. století je na stejném místě vystřídalo římské sídliště Vicus Brenodorum s pohřebištěm, divadlem a chrámovou čtvrtí. V roce 1984 zde byla nalezena zinková destička, jejíž nápis obsahuje slovo Brenodor. Může naznačovat antické jméno někdejšího oppida, není však prokázáno, nejde-li o falsum. Prehistorické osídlení bylo prokázáno i v Bümplizu, dnešní městské části Bernu.

### Středověké město
Středověké město bylo založeno v roce 1191 původně burgundským rodem Zähringů, a sice vévodou Bertholdem V. z Zähringenu. Podle legendy bylo pojmenováno podle medvěda (německy Bär), kterého zde vévoda zabil. Moc rodu Zähringů začala vzrůstat ve 12. století v Horním Burgundsku.
Po smrti vévody Bertholda V., který zemřel bez dědice, udělil roku císař Svaté říše římské Fridrich II. Štaufský městu tzv. Zlatou chartu Bernu. Od roku 1218 byl Bern svobodným říšským městem. Král Rudolf I. Habsburský potvrdil říšskou svobodu Bernu v roce 1274 a uvalil na město říšskou daň, k níž byla po porážce u Schosshalde v roce 1289 přidána pokuta. Jako ochranu před hrabaty z Kyburgu, kteří vystřídali Zähringy, si Bern zvolil patronát Savojska. Územní expanze Bernu začala vítězstvím nad Fribourgem u Dornbühlu v roce 1298.
V roce 1339 dosáhli Bernští díky podpoře konfederátů významného vítězství proti okolním šlechtickým rodům ve válce o Laupen, čímž položili základ pro svůj vzestup a stali se městským státem. Spojenectví s tzv. lesními kantony (Uri, Schwyz a Unterwalden), zvanými také Waldstätten, které existovalo již od roku 1323 a bylo obnoveno v roce 1341, bylo znovu potvrzeno v roce 1353. Spojenectví s Curychem, Lucernem a Waldstätten vedlo ke vzniku konfederace. Účast v burgundských válkách v letech 1474 až 1477 přinesla Bernu první pozemkové zisky ve Vaudu. Od 15. století se město Bern vnímalo jako stát.

### Stará švýcarská konfederace

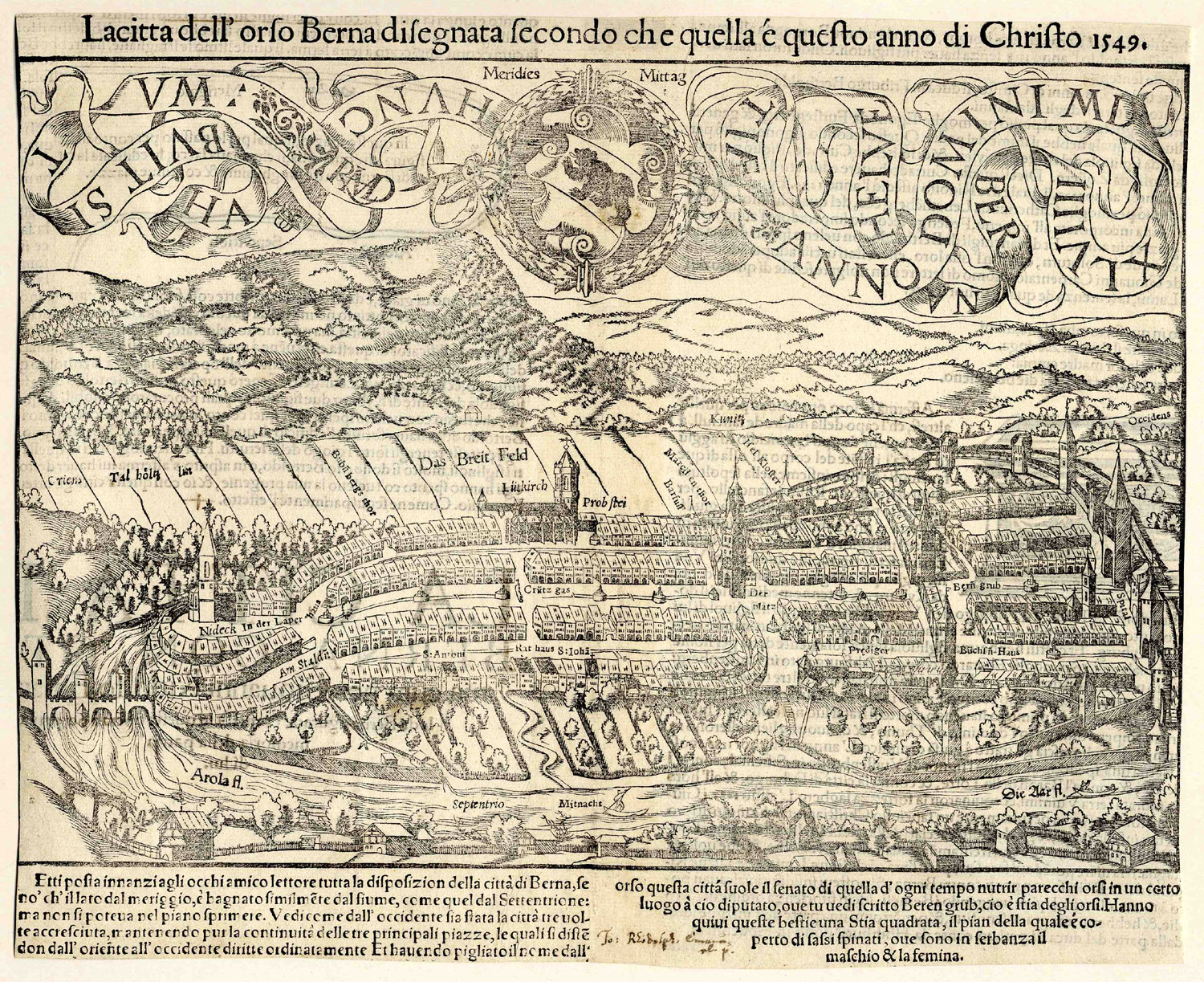
Nejstarší vyobrazení města z roku 1549

Dne 6. března 1353 změnil Bern svůj vztah s lesními kantony na věčnou smlouvu. Tato a další starší spojenectví vedla v 15. století ke vzniku Staré konfederace; toto datum je tak zpětně považováno jako za datum přistoupení Bernu ke konfederaci. Bern tak patří k tzv. k osmi starým místům (tedy kantonům; německy Acht Alten Orten).
Jako císařské město získával Bern léna koupí, výměnou a dobytím na úkor regionální šlechty. V roce 1365 získal Bern právo získávat říšská léna a v roce 1379 navíc i poddanská léna. Území se stala bernskými také tím, že příslušní držitelé lén (Twingherren) získali bernská měšťanská práva a tím se k Bernu vázali. Tato území podléhala Bernu (mediat) pouze nepřímo. Každé nově získané území (hrabství, údolí, panství), které Bern přímo spravoval (immediat), si zachovalo svůj feudální status a rodové statuty, ale Bern jmenoval vlastního komorníka namísto hraběte, dvojčete nebo císařského komorníka. V roce 1415 se městu Bernu podařilo si na císaři Zikmundovi vymoci funkci feudálního zástupce. Od té doby Bern zastupoval císaře ve věcech feudálního práva.
Roku 1415 Bern vpadl do Aargau a dobyl ho. Podobně dobyl v roce 1536 Vaud a jiná menší teritoria; tím se stal největším městským státem severně od Alp. V 18. století zahrnoval většinu dnešních kantonů Bern a Vaud.

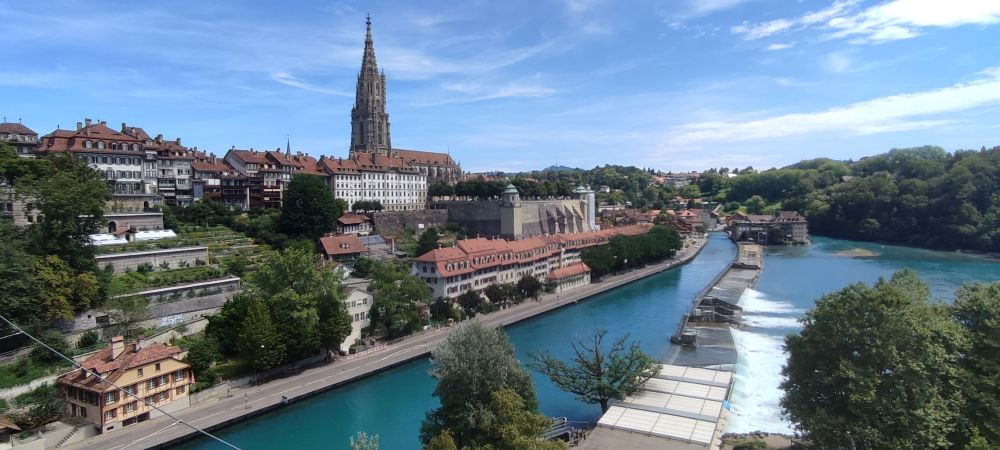
Panorama Bernu s katedrálou nad řekou Aarou

V únoru 1528 zvítězila v Bernu městem podporovaná reformace pod vedením Berchtolda Hallera. V roce 1648 získal Bern Vestfálským mírem plnou státní suverenitu a definitivně se odtrhl od říše. Navzdory nárůstu moci a území se středověká oligarchická forma vlády staré konfederace udržela až do konce 18. století: Velká rada jako nejvyšší rozhodovací orgán měla vždy 200 až 299 členů. Okruh fakticky vládnoucích rodů, skutečného patriciátu, se v průběhu 18. století drasticky zmenšil. Členové Velké rady tvořili Malou radu, skutečnou vládu. V jejím čele stál starosta, známý jako Schultheiss.

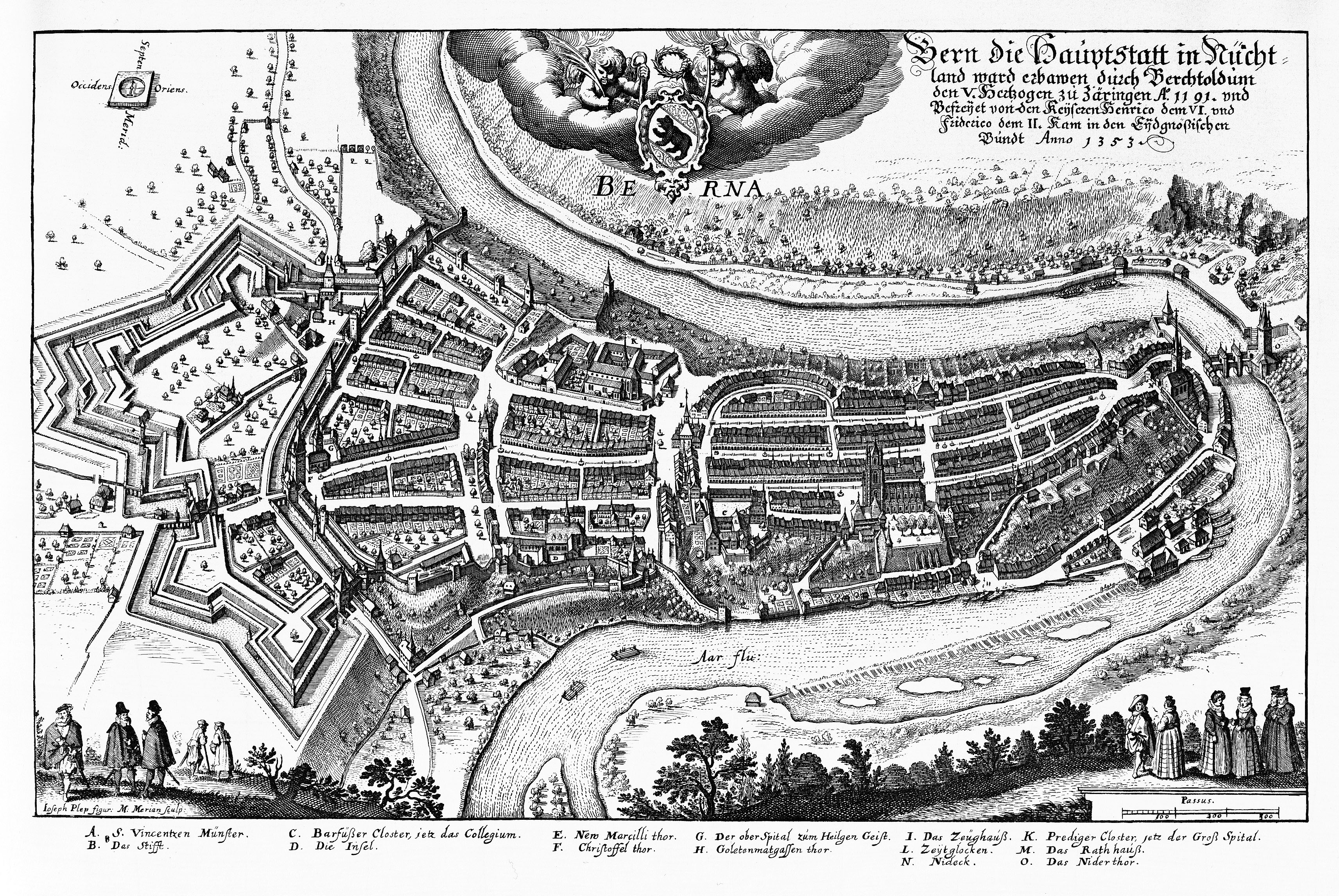
Merianův plán Bernu z roku 1635

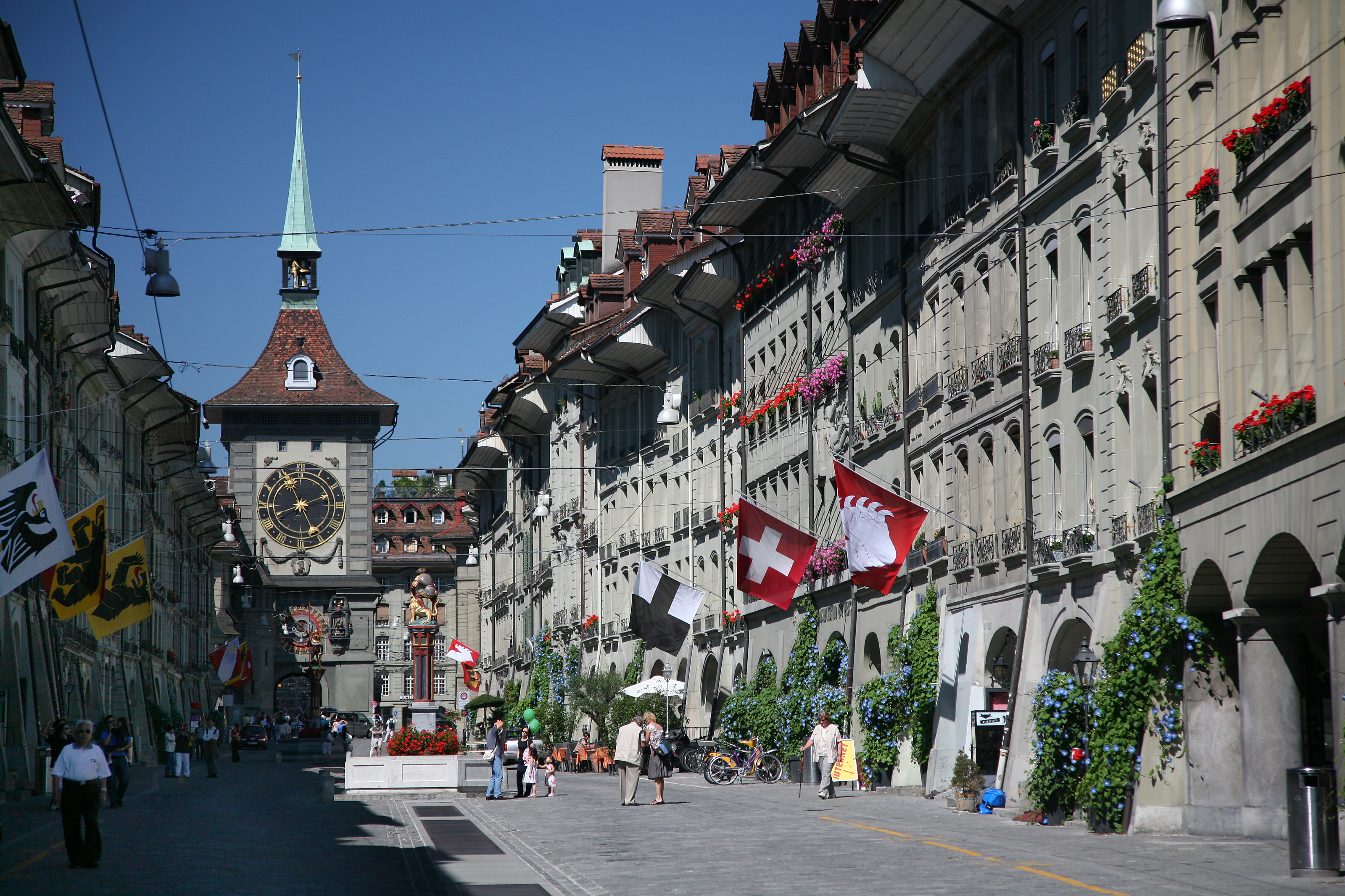
Zytglogge – orloj a staroměstská podloubí

Přirozenou ochranu Bernu ze severu, východu a jihu tvořil zákrut řeky Aary. Na západní straně bylo nutno budovat opevnění. S tím, jak se město rozšiřovalo, posouvalo se i opevnění. V letech 1191 až 1256 byla západní hranice Bernu v místě věže, na které je dnes umístěn bernský orloj, tzv. Zytglogge. Poté, do roku 1345, tuto roli převzala západnější věž tzv. Käfigturm a do roku 1622, dnes neexistující Christoffelturm (stával v blízkosti dnešního hlavního vlakového nádraží). 
Navzdory šířícímu se moru v 14. století se město pomalu rozrůstalo díky přistěhovalectví z okolních oblastí. Po obrovském požáru v roce 1405 byly původní dřevěné stavby zničeny a nahrazeny hrázděnými a ještě později pískovcovými budovami, které jsou dnes charakteristické pro staré město. Během Třicetileté války byla vybudována 2 další opevnění nazývané Schanze na ochranu poloostrova. Město přijalo mnoho uprchlíků, protestantů z Francie. 
Politická situace ve městě a republice Bern byla v 18. století značně nestabilní. V roce 1723 se ve Vaudu vzbouřil proti bernské vládě major Davel. Dne 27. ledna 1798 vpochodovala do bernského Vaudu francouzská vojska a následně postupovala stále dál do Švýcarska. Poté, co vláda již kapitulovala, musel Bern navzdory zuřivému odporu po bitvě u Grauholzu počátkem března uznat porážku. Navíc Bern ztratil dříve závislá území Vaud a Aargau a dočasně i Berner Oberland.
Od května 1802 do března 1803 byl Bern hlavním městem Helvétské republiky. Předtím byly hlavními městy Aarau (do září 1798) a Lucern (do května 1799).

### Moderní dějiny
Bern byl okupován francouzskými vojsky v roce 1798 během francouzského revolučního období, kdy přišel o některé své území. V roce 1802 Bern získal zpět území tzv. Berner Oberlandu, nacházející jižně od Bernu, v podhůří Bernských Alp. Po Vídeňském kongresu v roce 1814 získal také území Jura (francouzsky mluvící území), čímž se Bern stal opět největším kantonem konfederace. Tak tomu bylo v období restaurace až do roku 1979, kdy se odtrhla severní část Jury a vznikl kanton Jura.
V roce 1834 byla založena univerzita. Roku 1848 se Bern stal federálním městem (což byl oficiální název pro Bern jako de facto hlavní město) Švýcarské federace, která vznikla 12. 9. 1848 po 27 dní trvající občanské válce.
V roce 1815, v průběhu restaurace, získal Bern status města s přednostními právy (tzv. Vorort) a střídavě každé dva roky sloužil jako sídlo vlády konfederace. V průběhu restaurace 14. ledna 1831 abdikovala patricijská vláda a uvolnila cestu k volbám v kantonu. Ústava z roku 1831 zrušila v kantonu primát města Bern, které se stalo hlavním městem kantonu. 5. září 1832 prohlásila kantonální vláda ústavu města Bernu za zrušenou a městskou radu za sesazenou. Patriciát a měšťané si však zachovali většinu i v nové obci obyvatel. v následujících desetiletích zůstalo město Bern spravováno konzervativně a stálo tak v protikladu ke svobodomyslnému kantonu. Teprve v roce 1886 byla konzervativní většina v městském parlamentu a vládě nahrazena svobodomyslnou. v roce 1887 bylo zrušeno obecní zastupitelstvo a místo něj zavedeny volby a hlasování do uren. Bernská dělnická třída se organizovala v různých sdruženích již od založení tzv. první internacionály v roce 1864 a v roce 1877 byla založena Sociálně demokratická strana Bernu. Noviny Berner Tagwacht, které vycházely až do roku 1997, byly založeny v roce 1893, tedy v roce dělnického povstání, které bylo potlačeno za pomoci spolkových vojsk. V květnu 1895 zavedlo město Bern jako jedna z prvních obcí ve Švýcarsku poměrné zastoupení pro komunální volby. V témže roce byl Gustav Müller jako první sociální demokrat zvolen do městské rady; v roce 1899 již byli v bernské vládě dva zástupci sociálních demokratů.
V Bernu se konalo množství kongresů socialistů, hlavně během druhé světové války, kdy bylo Švýcarsko neutrální (svou neutralitu si zajistilo už na Vídeňském kongresu).

### Bern jako spolkové město

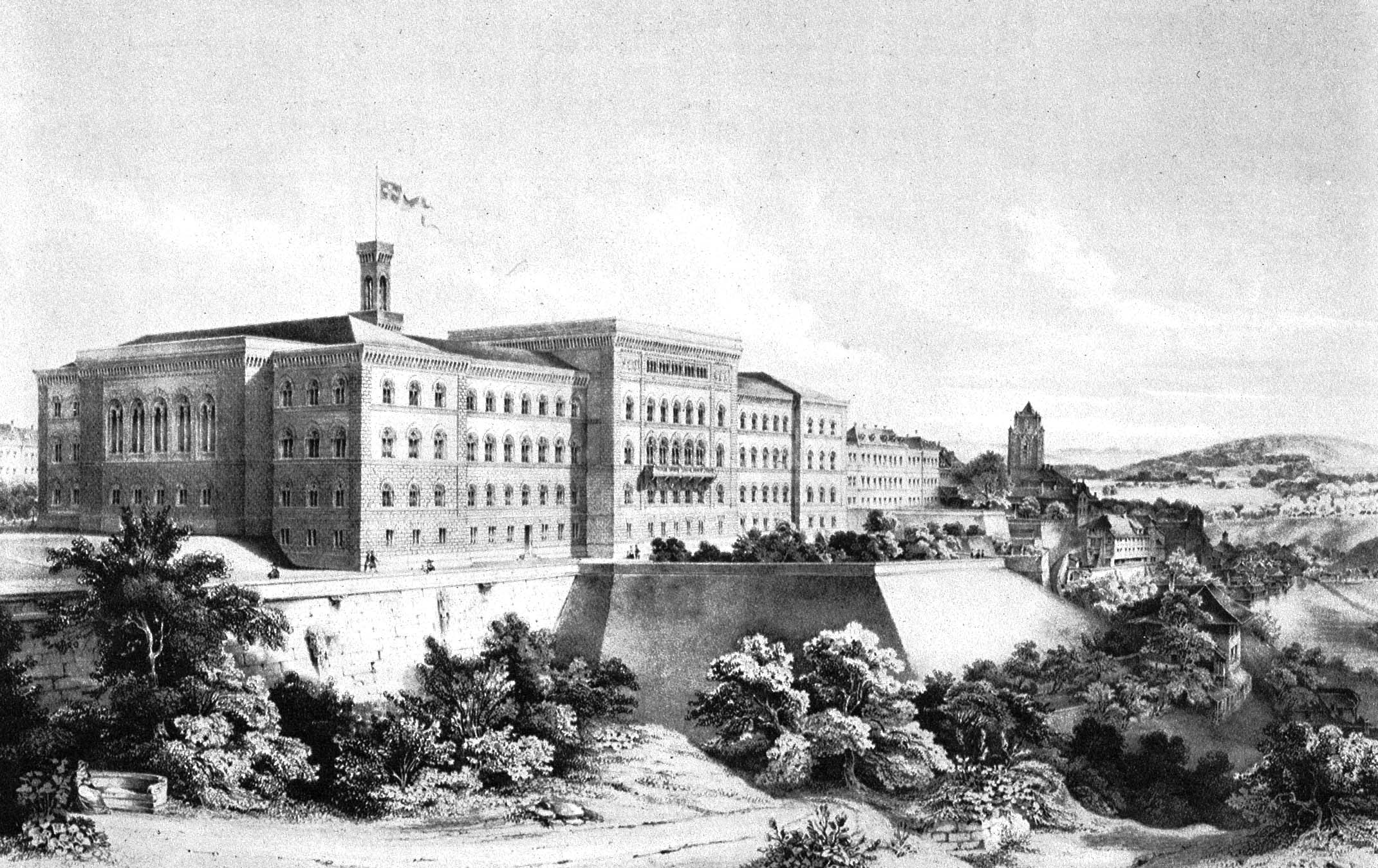
První budova spolkového sněmu (1857)

Odpor proti centrálnímu hlavnímu městu v otázce hlavního města Švýcarska byl zohledněn tím, že místo hlavního města bylo zvoleno pouze spolkové město (v češtině také zmiňováno jako federální město; německy Bundesstadt) jako sídlo spolkové vlády, spolkového sněmu a spolkové správy. Volba Spolkového shromáždění padla na Bern. Národní rada, Státní rada a Spolková rada zasedaly ve třech různých budovách ve městě, než byl v roce 1857 slavnostně otevřen první tzv. dům Spolkové rady.
Jako spolkové město se Bern stal atraktivním pro mezinárodní organizace. V roce 1868 se Bern stal sídlem Mezinárodní telegrafní unie (od roku 1934 Mezinárodní telekomunikační unie, ITU), která byla založena o tři roky dříve v Paříži. 9. října 1874 byla v Bernu založena 22 státy Všeobecná poštovní unie; v roce 1878 byla přejmenována na Světovou poštovní unii a v roce 1947 se stala specializovanou agenturou Organizace spojených národů, jejíž sídlo zůstalo v Bernu. V letech 1882–1886 probíhala v Bernu jednání o standardizaci minimálních technických požadavků pro mezinárodní železniční dopravu a mezinárodní smlouva nazvaná Technická jednotnost na železnici, která vstoupila v platnost v roce 1887, obsahuje ustanovení nazvané Bernská úmluva. V roce 1886 byla v Bernu podepsána Bernská úmluva o ochraně literárních a uměleckých děl, na jejímž základě vznikl v roce 1893 Mezinárodní úřad duševního vlastnictví se sídlem v Bernu, předchůdce Světové organizace duševního vlastnictví (WIPO). V Bernu sídlila také Mezinárodní liga míru (Ligue internationale de la Paix) a Meziparlamentní unie, které byly oceněny Nobelovou cenou míru.

### 20. století

Letecký pohled (1919)

V roce 1914 se v Bernu konala Švýcarská národní výstava, kterou navštívilo přibližně 3,2 milionu lidí a která skončila se ziskem ve výši téměř 35 000 švýcarských franků, a to navzdory právě probíhající první světové válce.
V roce 1918 byla otevřena Kunsthalle s přehlídkou bernského umění. V Kunstmuseu, které existovalo již od roku 1879, byla již v roce 1910 vystavena díla Paula Klee.
Připojením Bümplizu v roce 1919 se poprvé v historii Bernu rozšířila oblast města. Poté, co sociální demokraté na konci první světové války nakrátko získali absolutní většinu v městském a obecním zastupitelstvu, existovala po celé 20. století obvykle těsná buržoazní většina.
Od roku 1920 zasedalo v městské radě sedm členů na plný úvazek, v roce 2005 se jejich počet snížil na pět.
Od roku 1968 mají právo volit a zastávat funkce v politické obci Bern ženy a v roce 1988 byl snížen věk pro účast ve volbách z 20 na 18 let.
V roce 1983 bylo bernské staré město zařazeno na seznam světového dědictví UNESCO.
V roce 2015 byl Bern jedním z deseti švýcarských měst, kterým Federace protestantských církví v Evropě udělila označení „Evropské město reformace“.

## Obyvatelstvo
Město Bern vděčí za svůj růst především přistěhovalectví z venkova.
V době svého založení na konci 12. století mělo město asi 500 obyvatel, o 100 let později jich bylo pravděpodobně již 3000. V následujících staletích počet obyvatel neustále rostl i přes řádění moru a do poloviny 15. století se zvýšil na 5000. Po poklesu ve druhé polovině 15. století počet obyvatel v následujících stoletích dále trvale rostl. V roce 1764, kdy bylo provedeno první sčítání obyvatel, zde žilo 11 000 obyvatel, kolem roku 1800 již pravděpodobně 12 000 a v roce 1850 téměř 30 000, aniž by se město výrazněji rozrostlo nebo zásadně změnilo svůj vzhled. Ve druhé polovině 19. století počet obyvatel trvale rostl navzdory moru.
Ve druhé polovině 19. století se počet obyvatel zdvojnásobil a v roce 1920 překročil hranici 100 000 obyvatel. Růst počtu obyvatel pokračoval až do 60. let 20. století, dočasného vrcholu dosáhl v roce 1963 s více než 165 000 obyvateli a poté klesal.
Po delším období s částečně velkými migračními přebytky dochází od roku 2000 opět k přírůstkům počtu stěhujících se osob. Migrační saldo rodin je nadále záporné. Do města se stěhují především mladší lidé (vzdělání, práce). Mnozí z nich se později ožení a jako rodiny se stěhují do okolí města Bernu. Počet přistěhovalých a vystěhovalých osob je od poloviny 70. let výrazně nižší než v předchozích letech. V minulosti byly migrační pohyby silně ovlivněny příchodem a odchodem sezónních pracovníků.
Na konci roku 2022 žilo podle údajů městské správy v Bernu 144 447 obyvatel, což představuje meziroční nárůst o 0,9 %. Z toho 75,5 % tvořili Švýcaři a 24,5 % cizinci. Nejvíce cizinců pocházelo z Německa (6226 osob), následovaného Itálií (3959 osob) a Španělskem (1859 osob).
V aglomeraci města žije přibližně 391 000 lidí.
| Rok            | 1850   | 1860   | 1870   | 1880   | 1900   | 1910   | 1920    | 1930    | 1941    | 1950    | 1960    | 1970    | 1980    | 1990    |
| Počet obyvatel | 29 670 | 31 050 | 37 548 | 44 087 | 67 550 | 90 937 | 104 626 | 111 783 | 130 331 | 146 499 | 163 172 | 162 405 | 145 254 | 136 338 |

### Jazyky

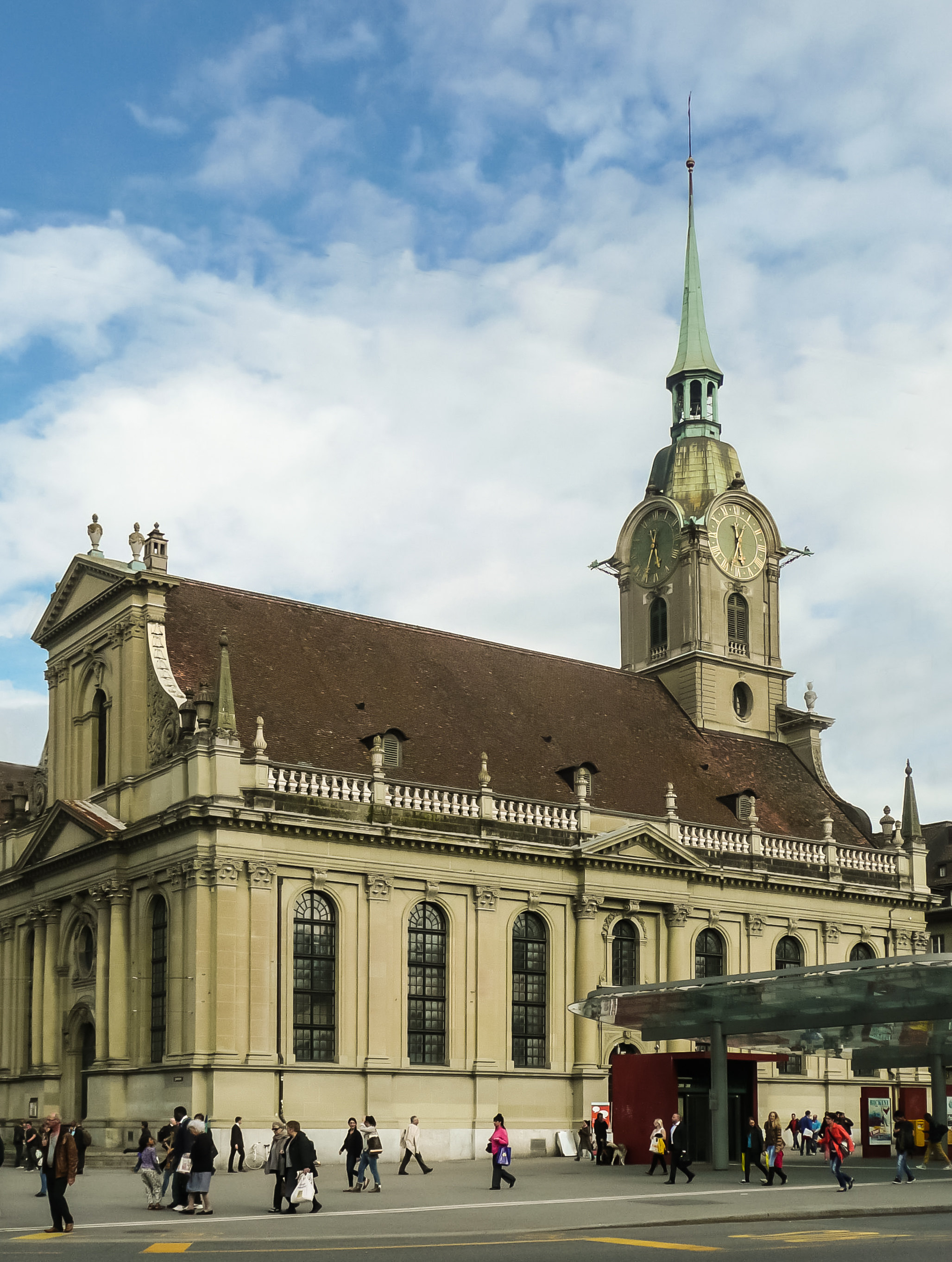
Evangelický kostel Heiliggeistkirche

Úředním a spisovným jazykem v Bernu je němčina. Při spolkovém sčítání lidu v roce 2000 uvedlo přes 81 % obyvatel Bernu jako svůj hlavní jazyk němčinu a po necelých čtyřech procentech francouzštinu a italštinu. Průzkum o hlavních jazycích ve městě Bern, který provedl Spolkový statistický úřad BFS v roce 2020, ukázal následující výsledky: 82,1 % obyvatel starších 15 let uvedlo jako svůj hlavní jazyk němčinu, 7,9 % angličtinu, 6,7 % francouzštinu a 4,7 % italštinu.
Hovorovým jazykem je bernská němčina (Berndeutsch), patřící mezi vrcholně alemanské dialekty. V bernském dialektu se projevuje sociální rozdělení, které v jiných švýcarských městech téměř nenajdeme, ale které je dnes také méně výrazné než v polovině 20. století. Určité zvláštnosti charakterizují výhradně jazyk bernského patriciátu, avšak stále více se vytrácejí. Další zvláštností bernské němčiny je přejímání některých slov z někdejšího okresu Matte, který měl vybudovaný tajný jazyk v podobě Mattenenglisch (přípona -englisch však nemá nic společného s angličtinou), dosud folkloristicky pěstovaný. 

### Náboženství
V letech 1999–2009 ztratila evangelická reformovaná církev většinu: Zatímco v roce 1999 se k této církvi hlásilo 52 % všech obyvatel Bernu, v roce 2009 to bylo ještě 44 % a v roce 2013 39,8 %. Klesl také počet katolíků: z 27 % v roce 1999 na 24 % v roce 2009 a 22,5 % v roce 2013. Od té doby se dominance obou velkých národních církví stále snižuje, zatímco počet obyvatel bez vyznání výrazně vzrostl. V pěti největších švýcarských městech, včetně Bernu, již tvoří bez vyznání nejpočetnější skupinu mezi obyvateli staršími 15 let ve srovnání s jednotlivými denominačními skupinami (k roku 2020).

## Památky a turistické zajímavosti

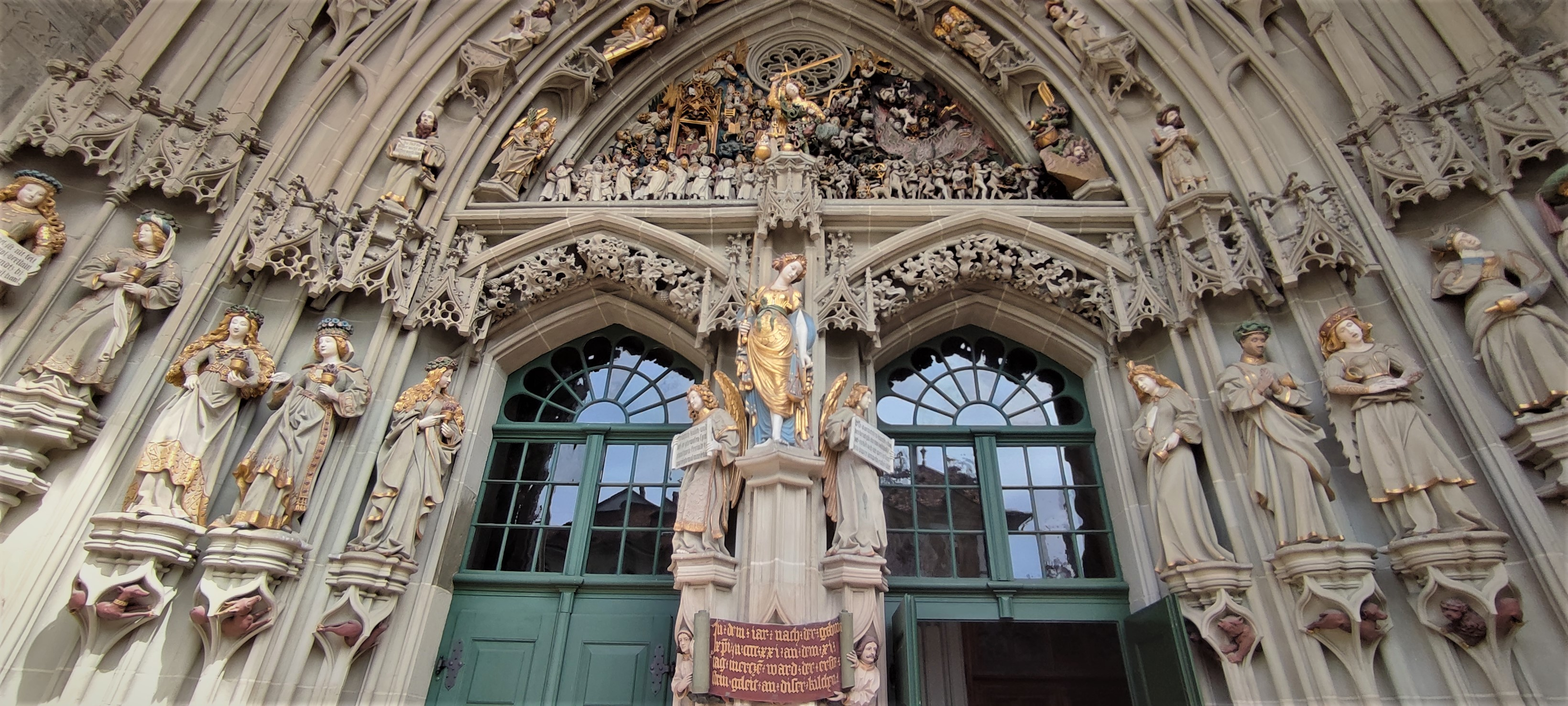
Západní portál katedrály

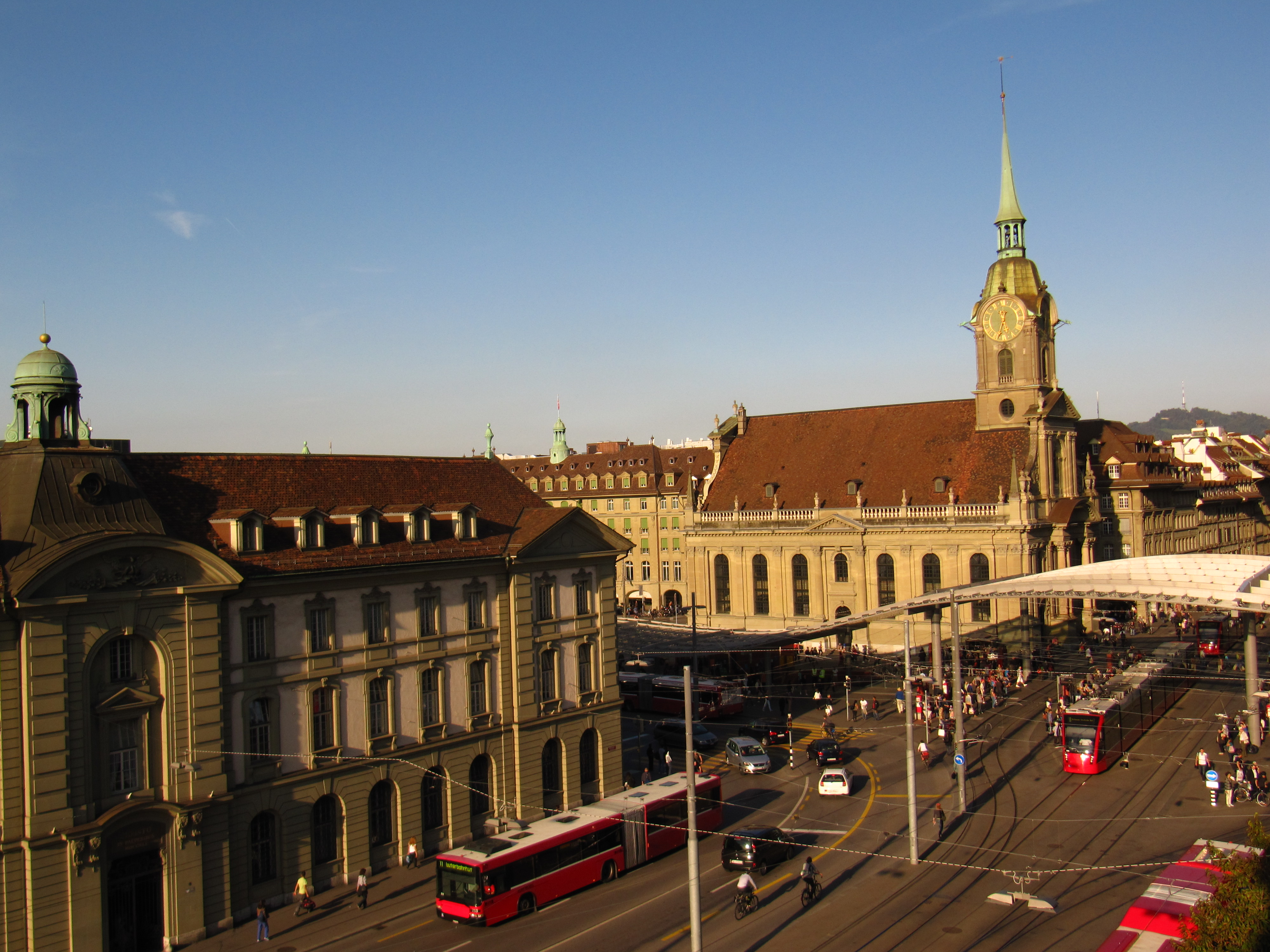
Kostel Nejsvětějšího Ducha

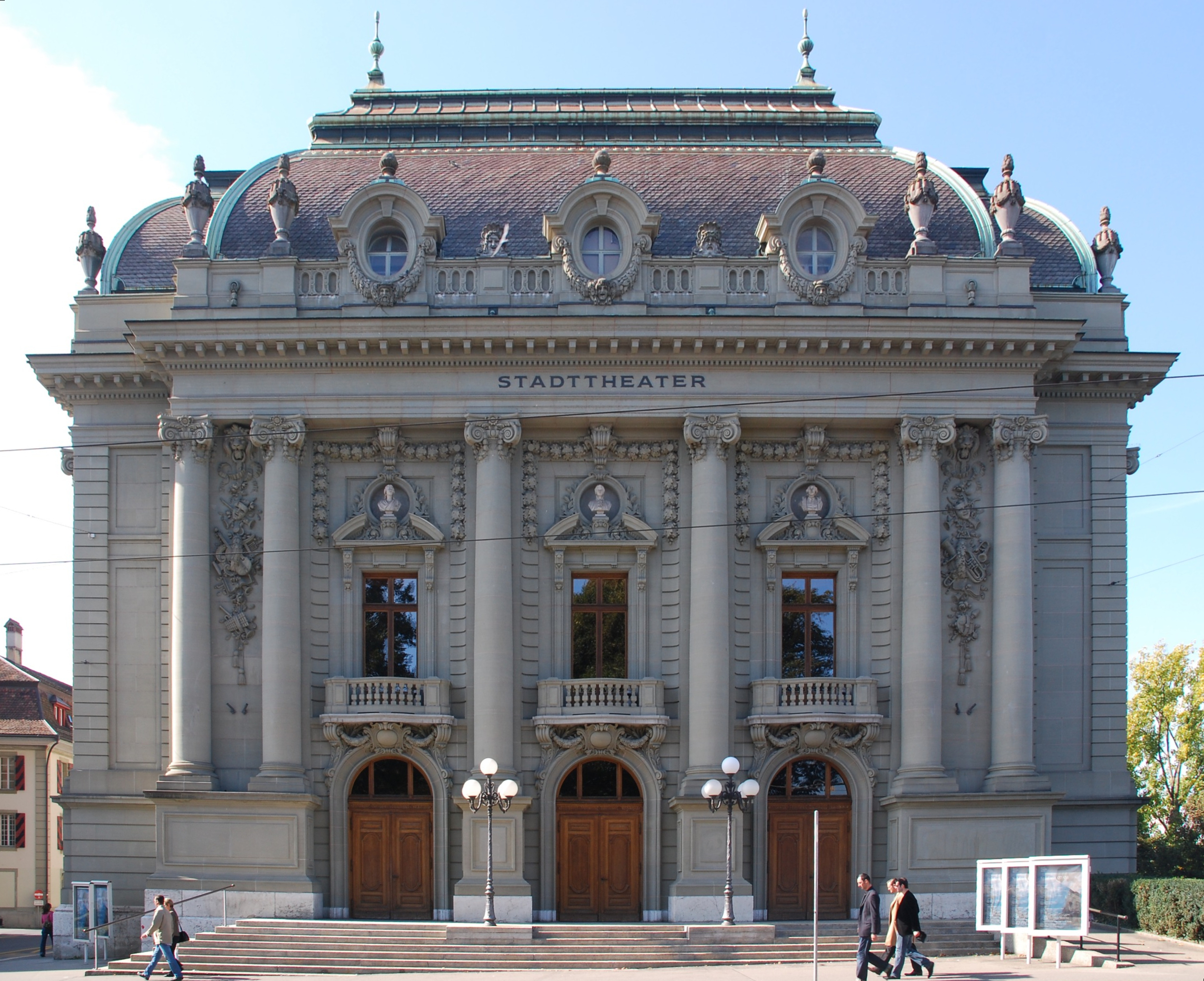
Městské divadlo

### Centrum města
Centrum Bernu se vyvinulo ze středověkého města a bylo uznáno za kulturní dědictví UNESCO.
Pro staré město jsou typické čtyři široké tržní a řemeslnické ulice,  domy s podloubími a sklepy, které jsou vyvedeny schodištěm s dvířky přímo do dlažby. Část je zachovaná v renesanční podobě.
- Münster  (kolegiátní kostel sv. Vincence ze Zaragozy) – pozdně gotická trojlodní katedrála z 15.–16. století, jediná evropská katedrála, kterou si postavili měšťané; za reformace po roce 1528 proměněná na protestantskou, 27 oltářů zničeno; věž byla dokončena v roce 1893 a je přístupná. Pozdně gotický západní portál z konce 15. století, sochařská výzdoba Erhart Küng: na středním sloupku personifikace Spravedlnosti, která nahradila protestanty zničenou sochu Panny Marie (sochař Daniel Heintz), po stranách panny moudré a panny pošetilé; v tympanonu reliéf Posledního soudu.[31]
- Heiligeistkirche - barokní protestantský kostel Svatého Ducha, dominanta města před železničním nádražím; halový prostor s emporami
- Zytglogge – Hodinová věž, jedna ze tří dochovaných městských bran, od roku 1250 západní vstup do města, po zrušení hradeb přestavěna, název označuje orloj v bernské němčině (něm.:Zeitglocken); orloj ze 16. století má pohyblivé figury.[32]
- Rathaus – radnice, původně gotická stavba z 15. století, sídlo legislativních orgánů města a kantonu Bern.[33]
- Stadttheater (Městské divadlo) - novorenesanční budova, postavená roku 1903 podle staršího projektu René von Wurstenbergera
- Bundeshaus – Paláce federace, fronta historizujících budov z let 1857–1902, sídlo parlamentu, vlády a části federální administrativy. V době mimo zasedání parlamentu organizovány prohlídky budovy pro veřejnost.[34] Nejstarší částí je západní budova postavená ve stylu florentské renesance[35].
- Univerzita, založena roku 1834, hlavní budova novorenesanční z roku 1903; organizačně propojena s univerzitou ve Freyburgu
- Kašny (Brunnen) – ve starém městě je 17 kašen, z nich cenné historické mají na sloupku sochu: nejstarší gotická socha Spravedlnosti z konce 15. století, renesanční: Mojžíš s deskami Starého zákona, Samson se lvem, Dudák s husou, Šašek, Žrout dětí; další kašny jsou nízké kamenné nádrže, vyskytují se i mimo centrum města.[36] Fontány v chodnících pěší zóny před Palácem federace byly spuštěny v roce 2004.
- Kramgasse a Markgasse – na sebe navazující ulice tvořící osu historického města. Po obou stranách je lemují podloubí a jsou zde soustředěny obchody, restaurace a kavárny.
- Bärengraben (nyní BärenPark) – výběh bernských medvědů. Původní kruhové výběhy pod úrovní terénu byly od roku 2009 nahrazeny rozsáhlými výběhy na stráni nad řekou. Náklady na tuto výstavbu činily 24 miliónů švýcarských franků.[37]
- Rosengarten – (Růžová zahrada) byla v roce 1913 byla přeměna v park z bývalého hřbitova. Poskytuje panoramatický výhled na středověké centrum.

### Památky v okolí
- zámeček Elfenau
- zámek Jegenstorf
- památník bitvy na Grauholzi aj.).

### Muzea a galerie
- Kunstmuseum – Muzeum výtvarných umění sídlí v centrální části Bernu, sbírky výtvarného umění od 14. do 20. století, zastoupeni nejvýznamnější švýcarští umělci Ferdinand Hodler (1853–1918), Albert Anker (1831–1910), Alberto Giacometti (1901–1966), ze zahraničních např. Henri Matisse, Pablo Picasso, Camille Pissarro, Salvador Dalí.[38]
- Zentrum Paul Klee – centrum věnované dílu a životu zdejšího výtvarníka Paula Klee (1879–1940), moderní architektura z let 2003-2005 symbolizuje konstrukcí z ocele a skla štíty Bernských Alp.[39]
- Einstein-Haus – Muzeum Alberta Einsteina na Kramgasse 49, který zde žil v pronajatém bytě od roku 1903 do roku 1905.[40][p 1]
- Bernisches historisches Museum – Bernské historické muzeum, sídlí v hiistorizujícím paláci s věžičkami na protějším břehu Aary, sbírky obsahují mj. originály soch ze západního průčelí Münsteru, dvanáct burgundských tapiserií s mytologickými náměty,nejstarší z 15. století.[41]
- Schweizerisches Alpines Muzeum (Švýcarské alpské muzeum), Museum für Kommunikation (Muzeum pošty a telekomunikací), Naturhistorisches Museum (Přírodovědecké muzeum) a Schweizerisches Schützenmuseum (Švýcarské muzeum pušek).
- Kunsthalle - výstavy současného umění

## Doprava

### Železnice

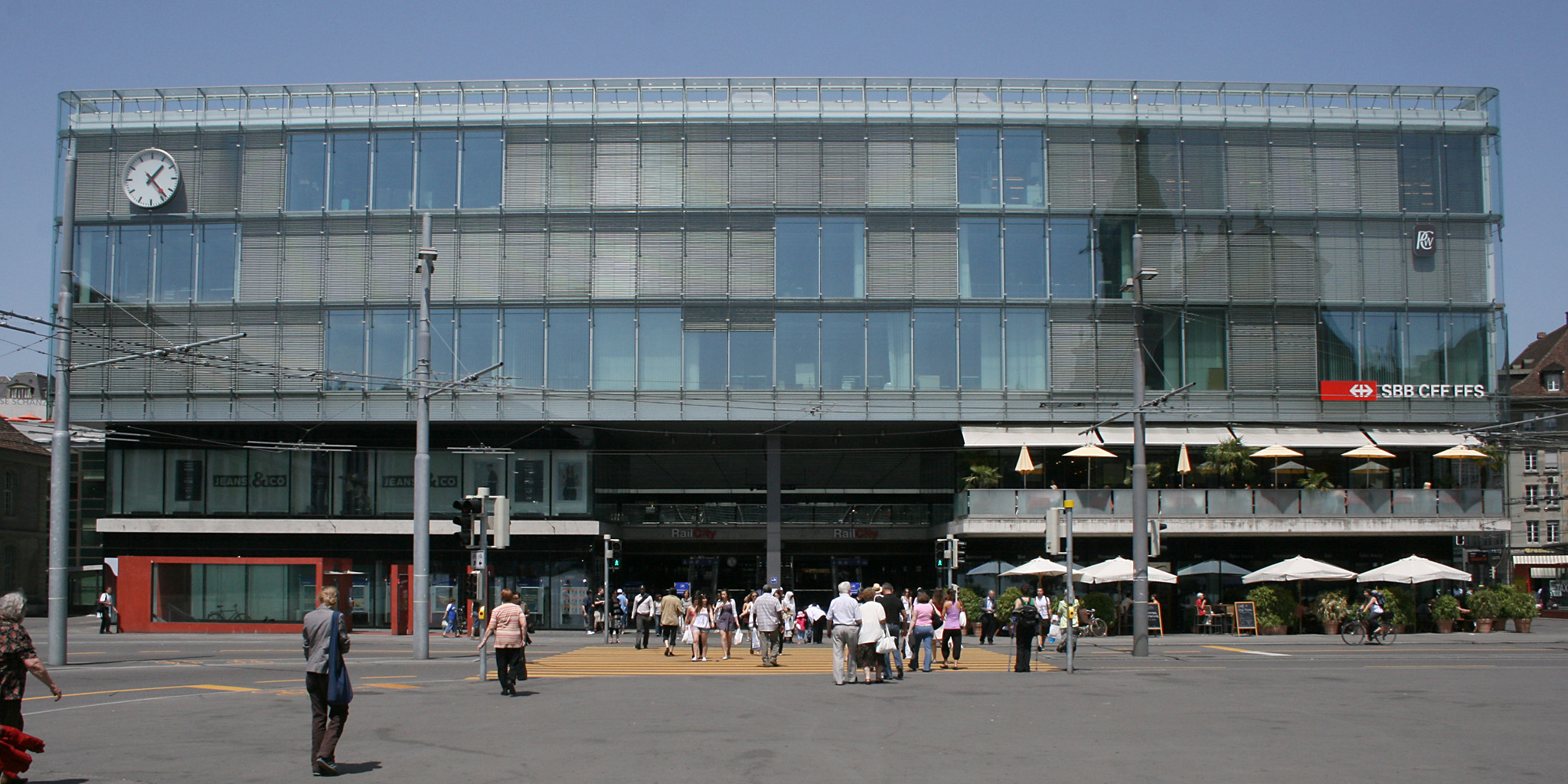
Hlavní nádraží v Bernu

Hlavní nádraží je uzlem železniční, autobusové i městské dopravy. Po hlavním nádraží v Curychu je se 150 000–200 000 cestujícími za den (rok 2014) druhým nejfrekventovanějším ve Švýcarsku. Nádraží má 14 nástupištních hran, ke kterým přijíždí vlaky z celé země i zahraničí – EuroCity, Cisalpino, TGV, Talgo, ICE a CityNightLine, čtyři hrany slouží místnímu systému S-Bahn.
Vedle hlavního nádraží se na území města nachází menší nádraží, které slouží jako zastávky S-Bahn: Felsenau, Tiefenau, Wankdorf, Ausserholligen, Stöckacker, Bümpliz Nord, Bümpliz Süd, Brünnen, Riedbach a Weissenbühl.

Síť linek S-Bahn Bern

Systém příměstských železničních linek S-Bahn Bern spojuje město 13 linkami s městy Thun, Biel, Solothurn, Neuchâtel, Fribourg a Schwarzenburg, oblastí Emmental a dalšími aglomeracemi. S-Bahn v Bernu je provozován společnostmi BLS AG a Regionalverkehr Bern-Solothurn (RBS).
V Bernu jsou v provozu také soukromé lanové dráhy Gurtenbahn, Marzilibahn a výtah od řeky Aary do starého města Mattenlift.

### Tramvaje, trolejbusy, autobusy a regionální vlaky
Dopravní síť společnosti Bernmobil tvoří pět tramvajových, tři trolejbusové a třináct autobusových linek. V širším okolí města jsou provozovány autobusové linky Postauto (provozované švýcarskou poštou) a regionální vlaková doprava společností RBS a BLS (Bern-Lötschberg-Simplon).

### Přívozy
Severně od Bernu jsou v provozu dva soukromé osobní přívozy přes řeku Aaru: přívoz Reichenbach do Unterzollikofen a přívoz Zehndermätteli do Bremgartenu. Třetí přívoz Bodenacker u Elfenau již není na území města.

### Letectví
Regionální letiště Bern-Belp (IATA: BRN, ICAO: LSZB) se nachází 7 km jihovýchodně od centra Bernu. Provozuje pravidelné vnitrostátní i mezinárodní lety.

## Sport
Ve městě hraje velké množství hokejových klubů. Mezi ty nejznámější patří:
- SC Bern

Ve městě hraje velké množství fotbalových klubů. Mezi ty nejznámější patří:
- BSC Young Boys

Ve městě se konala řada sportovních akcí. Mezi nejvýznamnější akce, které se zde konaly, patří:
- Mistrovství Evropy ve fotbale 2008
- Mistrovství světa v ledním hokeji 1971
- Mistrovství světa v ledním hokeji 1990
- Mistrovství světa v ledním hokeji 2009

## Osobnosti
- Jakob Steiner (1796–1863), matematik
- Karl Friedrich Brunner-von Wattenwyl (1823–1914), přírodovědec, fyzik, geolog a entomolog – orthopterolog
- Albert Einstein (1879–1955), fyzik, žil v Bernu v letech 1903–1905
- Ursula Andressová (* 1936), herečka, narozena v obci Ostermundigen v bernské aglomeraci
- Michel Kratochvil (* 1979), tenista českého původu
- Fabian Cancellara (* 1981), cyklista

## Zajímavost – česká stopa v Bernu
Bernské Museum für Kommunikation vystavuje na nepřehlédnutelném místě československý automobil Tatra 57 z roku 1937, který ve speciální úpravě sloužil švýcarské poště v letech 1940–1949.

## Galerie

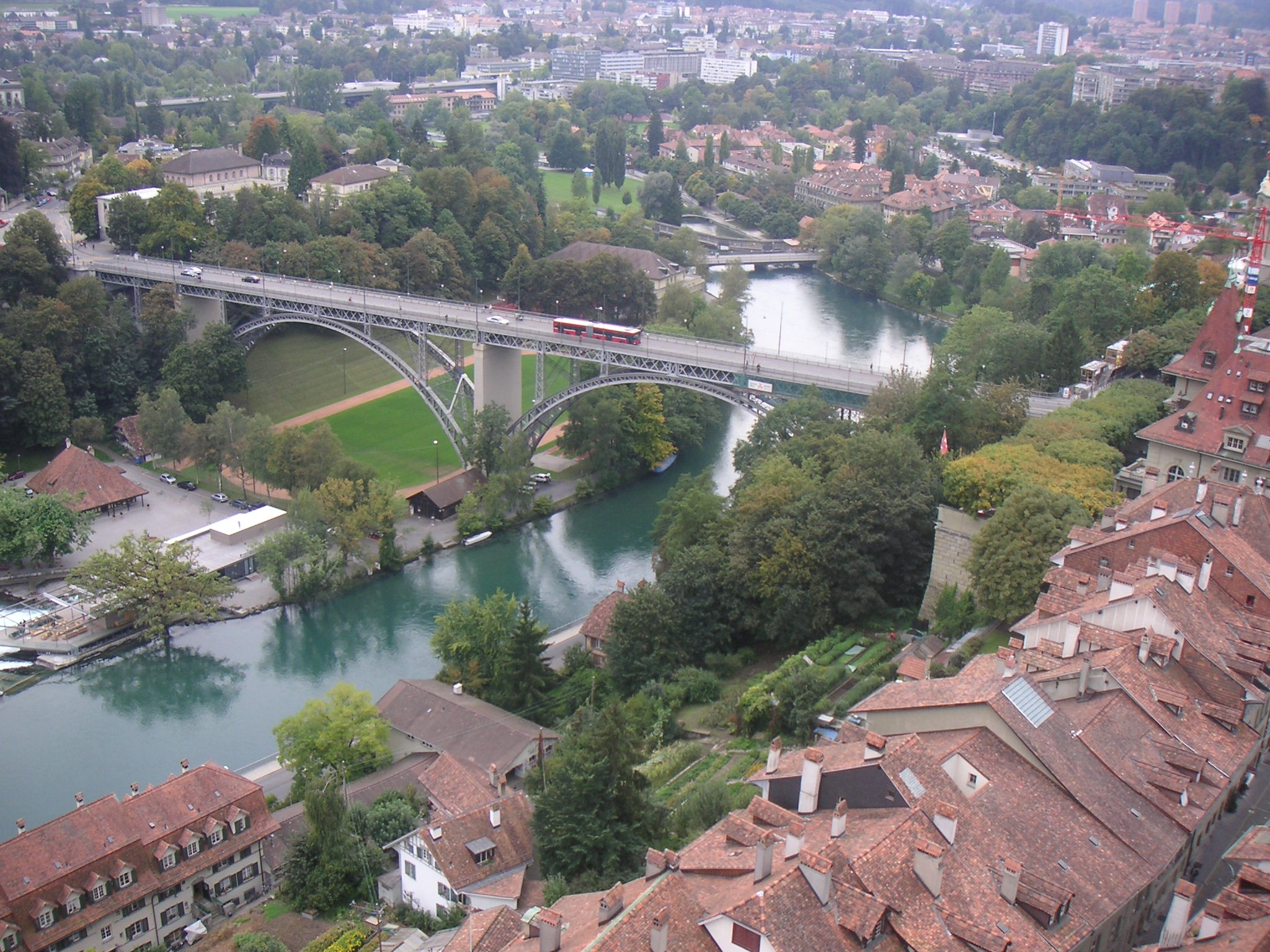
Řeka Aara s mostem Kirchenfeld
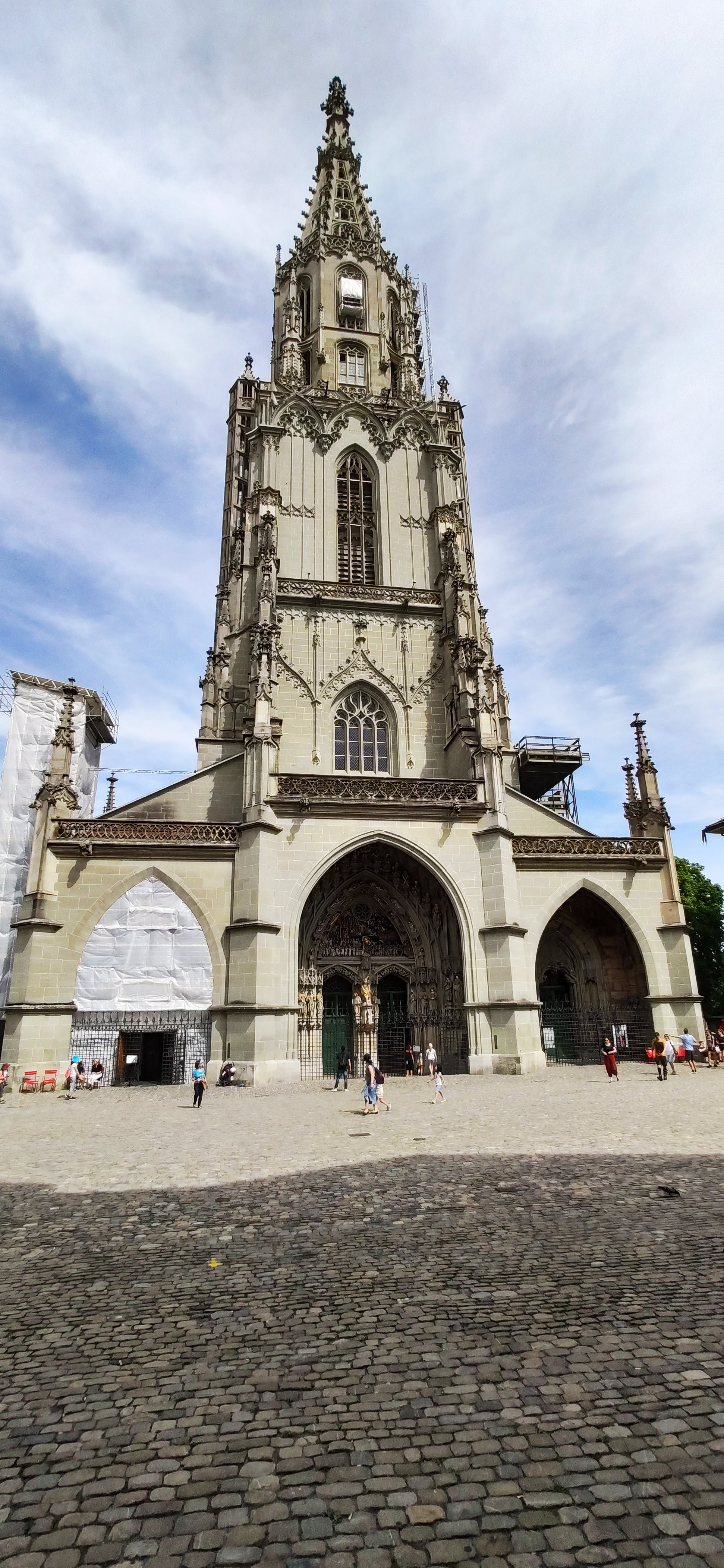
Münster - katedrála
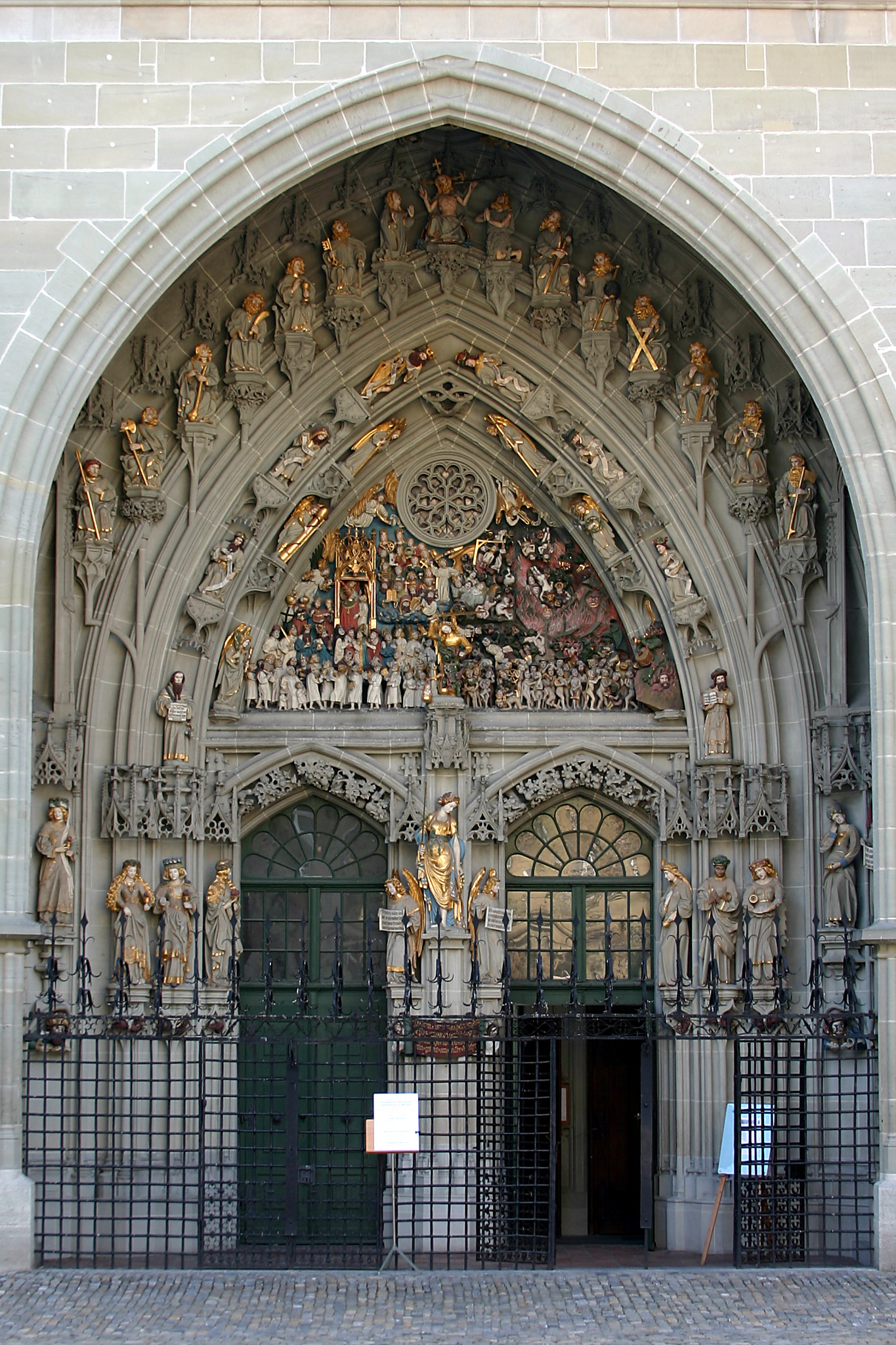
Hlavní portál münsteru
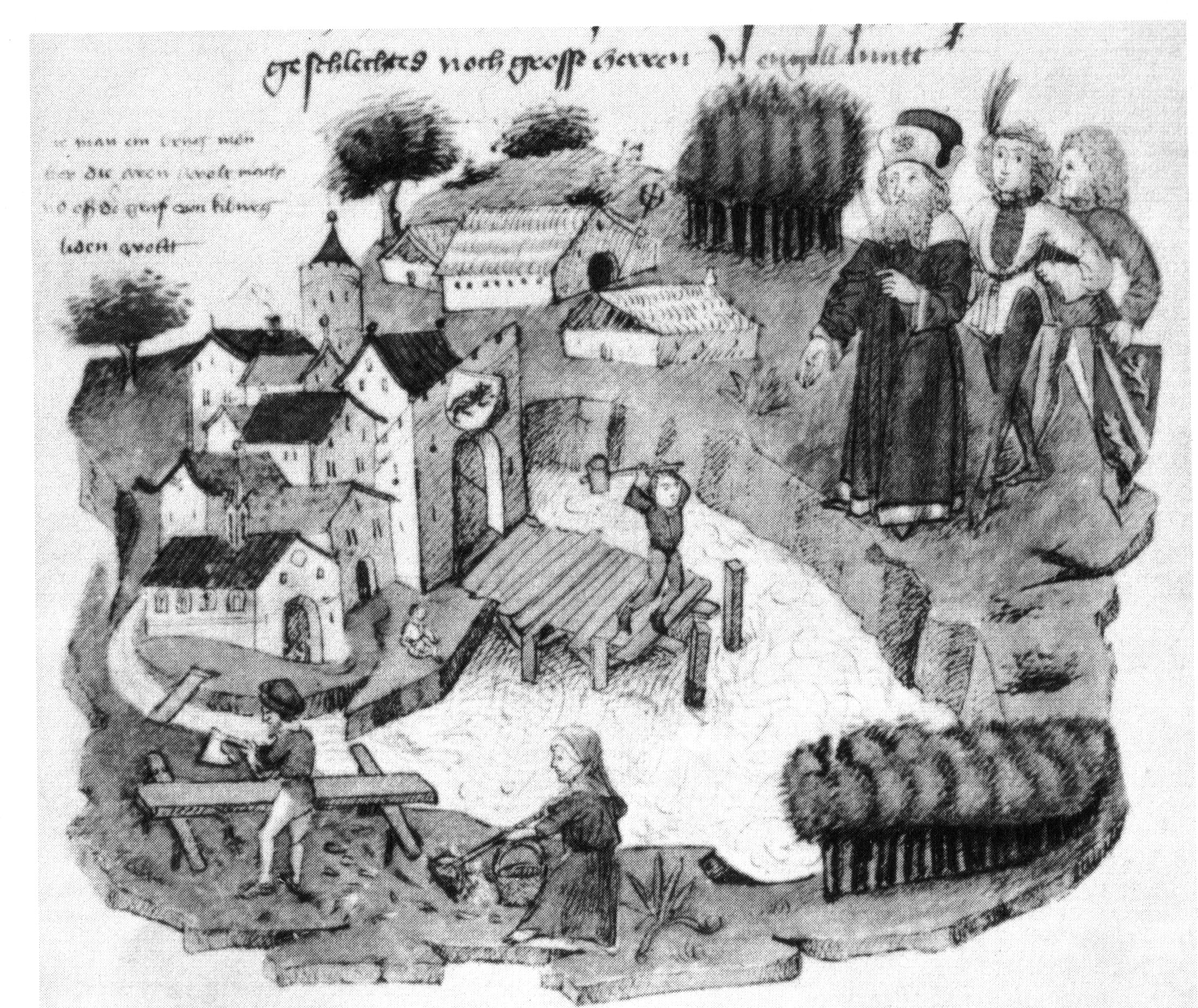
Stavba mostu, Tschachtlanchronik, 15. století
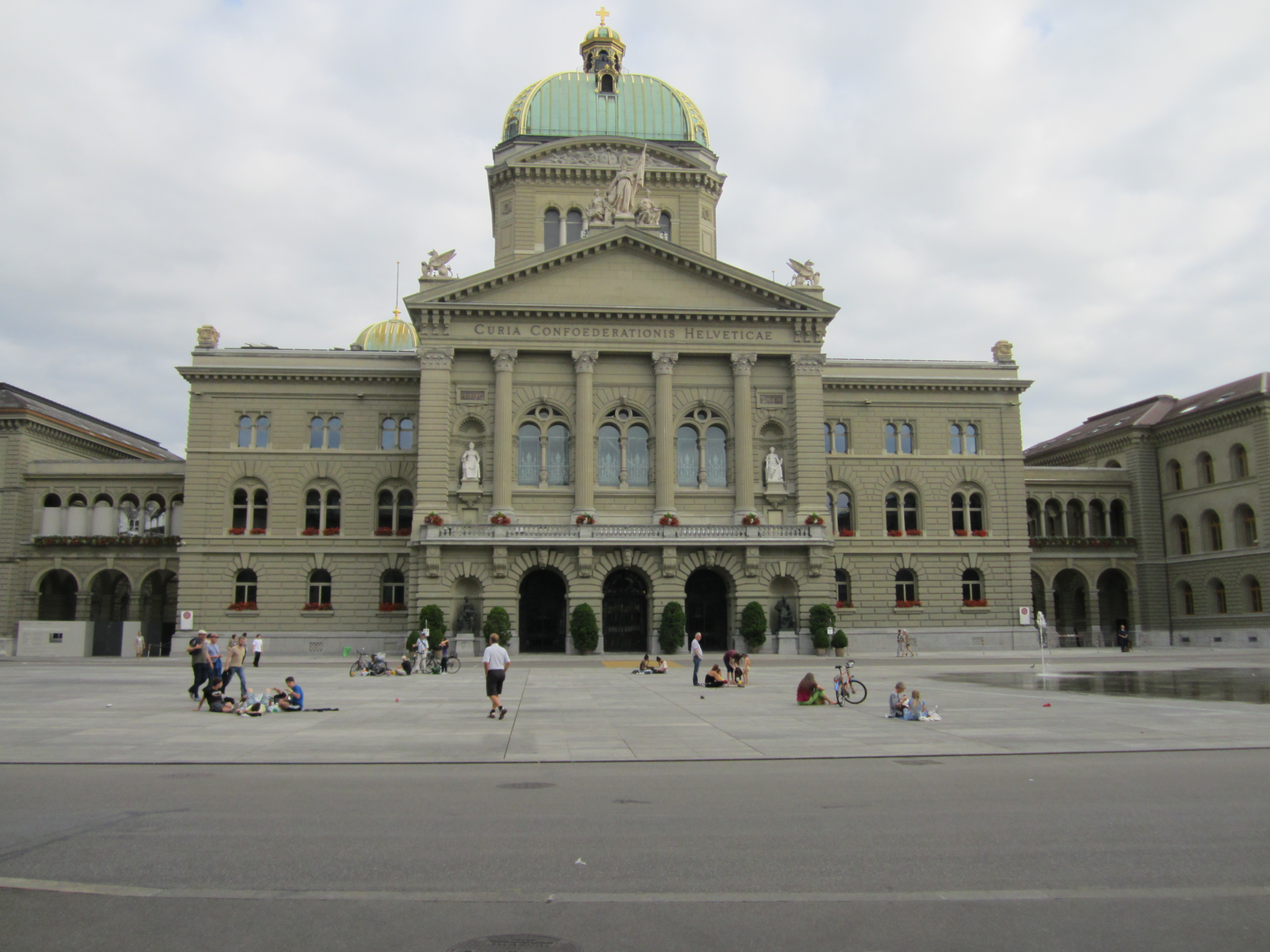
Federální palác (Švýcarský parlament)
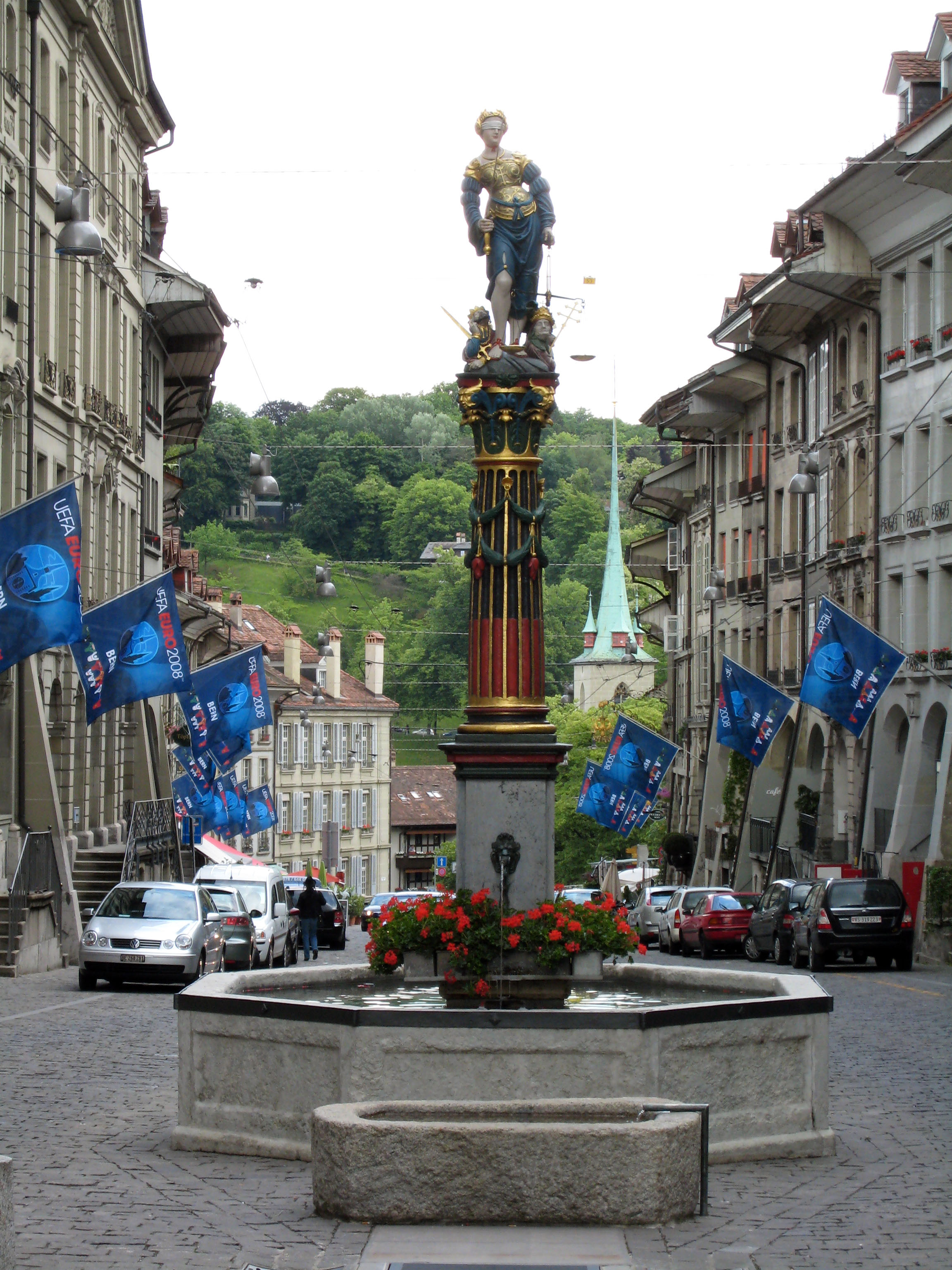
Kašna se sochou Spravedlnosti
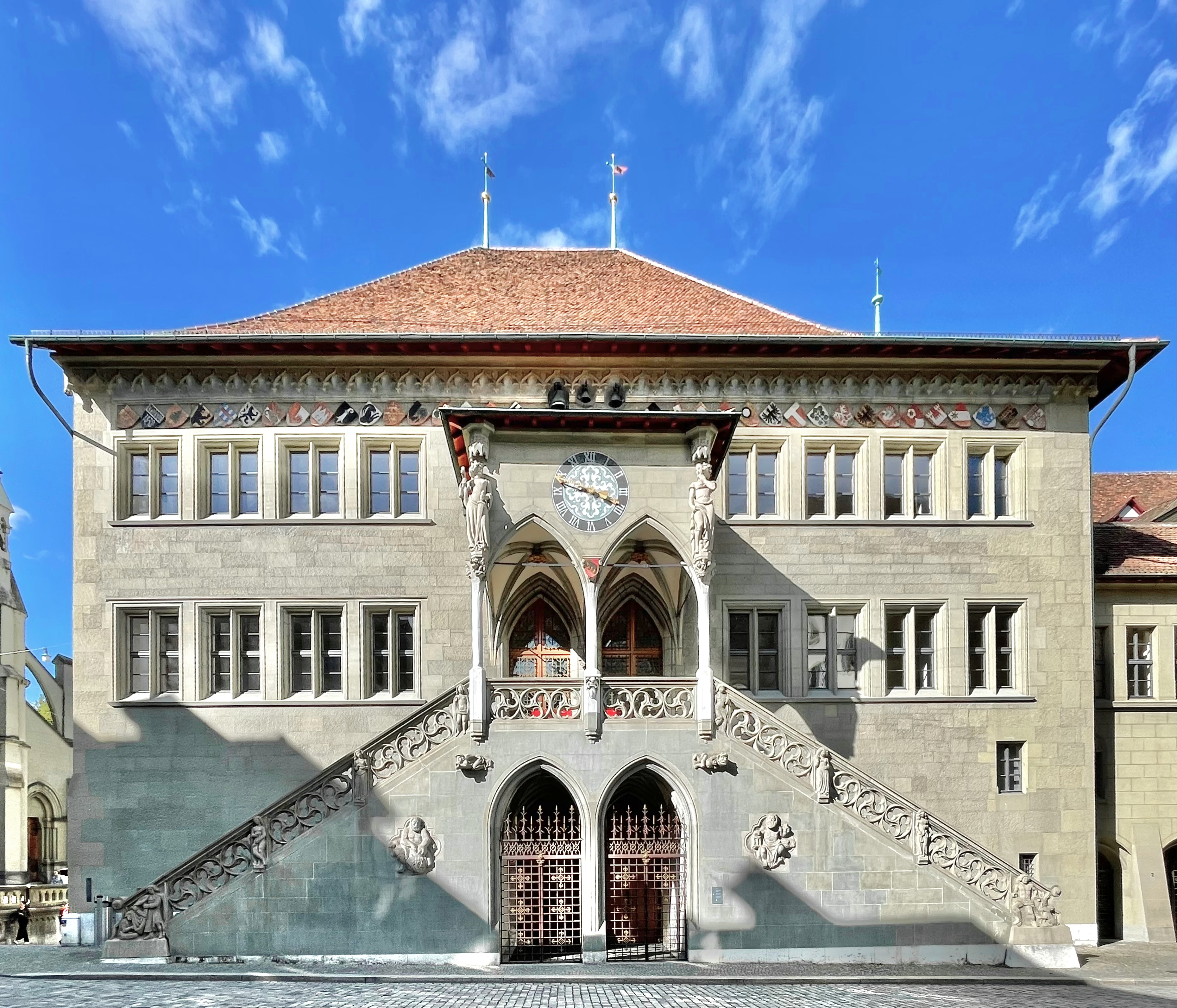
Radnice
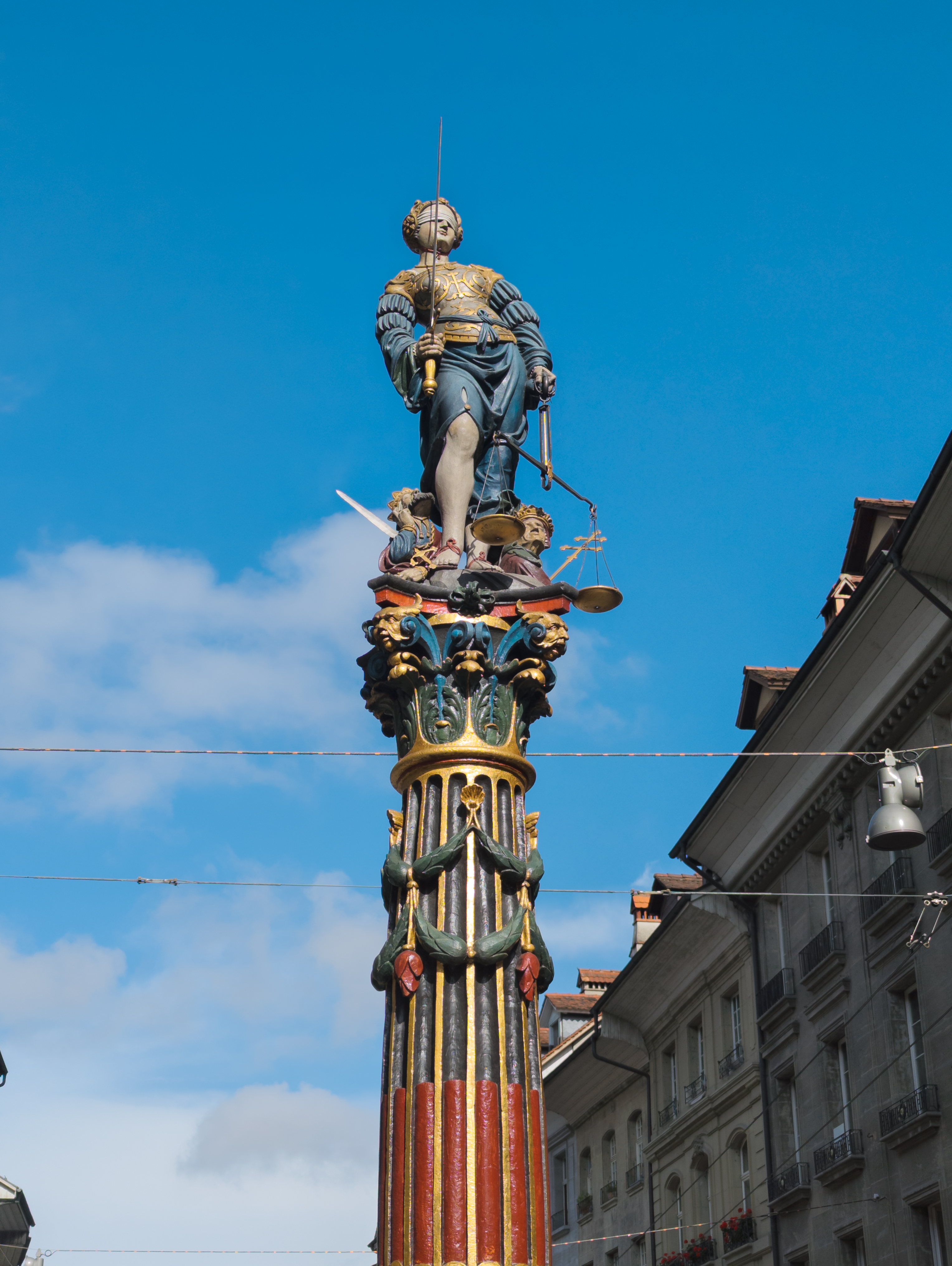
Kašna se sochou Spravedlnosti, detail
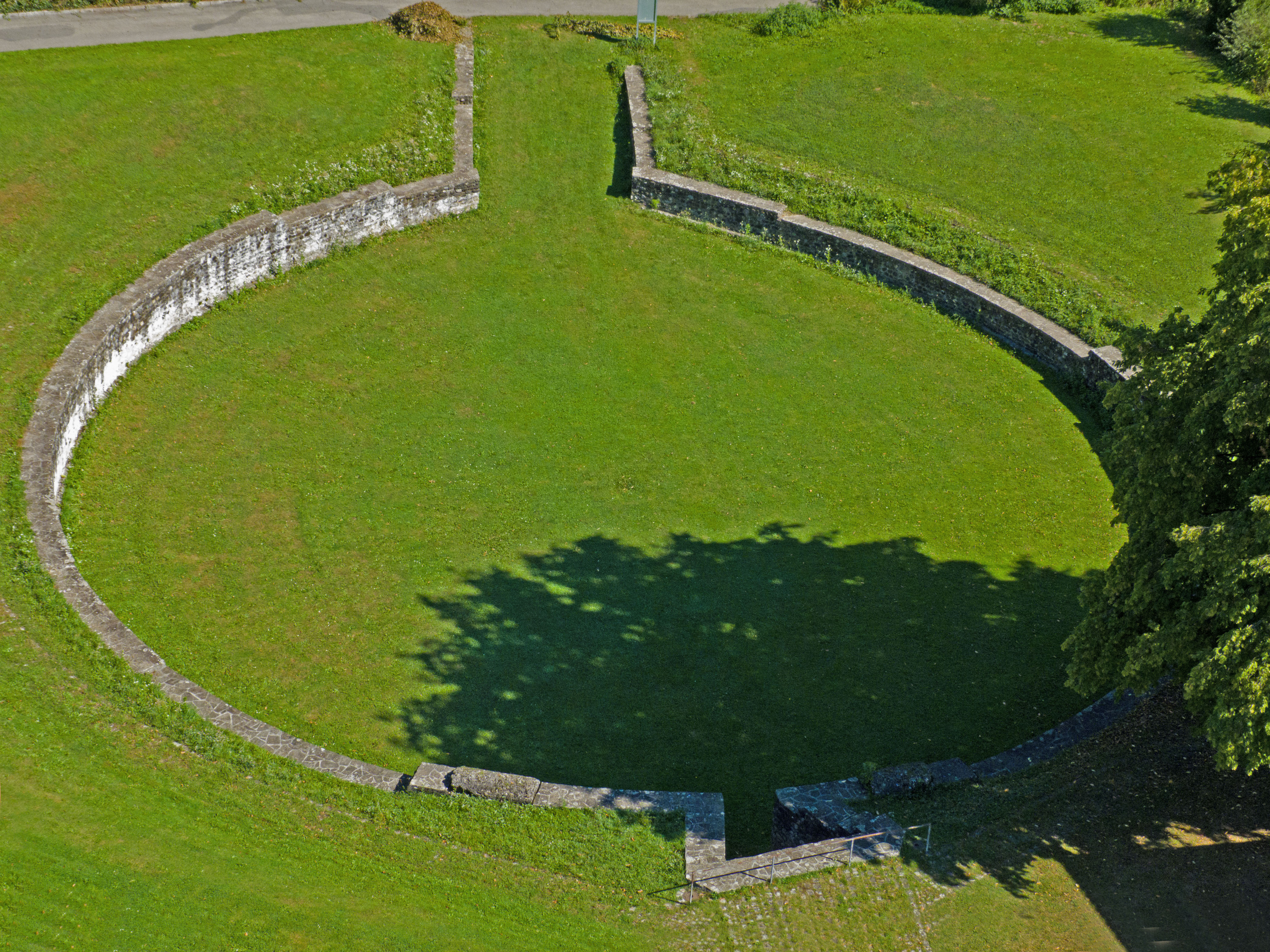
Engelshalbinsel, Půdorys římského divadla
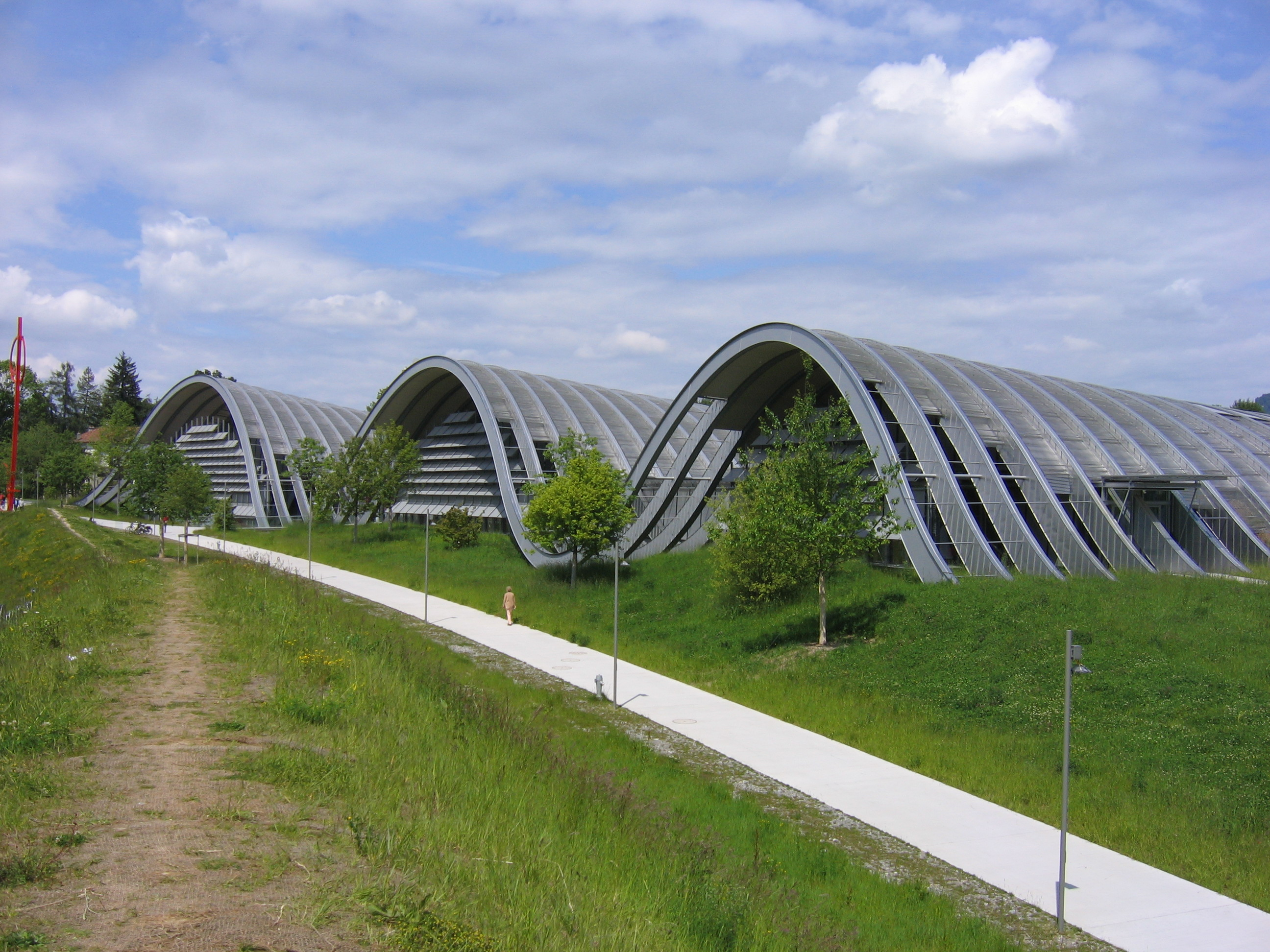
Centrum Paul Klee, Bern